# فيصل بن عبد العزيز آل سعود
فيصل بن عبد العزيز بن عبد الرحمن آل سعود (14 صفر 1324 هـ / 14 أبريل 1906 – 12 ربيع الأول 1395 هـ / 25 مارس 1975)، ملكُ المملكة العربية السعودية الثالث، والحاكمُ السادس عشر من أسرةِ آل سعود، والابن الثالث من أبناء الملك عبد العزيز الذكور من زوجته الأميرة طُرفة بنت عبد الله بن عبد اللطيف ابن الشيخ عبد الرحمن ابن الشيخ حسن آل الشيخ حفيد إمام الدعوة الشيخ محمد بن عبد الوهاب.
برز فيصل كسياسيٍ مؤثرٍ في عهد والده الملك عبد العزيز وشقيقه الملك سعود، حيث أدخله والده في مُعترك السياسة في سن مبكرة، وبَعَثه في مهامٍ دبلوماسية لأوروبا، وكلَّفه بقيادة القوات السعودية لتهدئة الوضع في عسير عام 1922، ثم عُيِّن نائباً لوالده على الحجاز عام 1926، وكان يومئذٍ في العشرين من عمره. كما عُيِّن في عام 1927 رئيسًا لمجلس الشورى السعودي، وبعدها في 19 ديسمبر 1930 صدر أمر ملكي بإنشاء وزارة الخارجية، وعُيِّنَ وزيراً للخارجية، وظل في هذا المنصب طوال مدة حكم والده، واستمر كذلك في المنصب تحت حكم أخيه الملك سعود، حيث بقيَ وزيراً للخارجية لسنوات طويلة. وفي 9 أكتوبر من عام 1953 أصدر والده الملك عبد العزيز أمرًا بتعيينه نائبًا لرئيس مجلس الوزراء، إضافةً لاستمراره في عمله وزيرًا للخارجية. وبعد وفاة والده تسلم أخوه الملك سعود الحكم، وعيَّنه وليًا للعهد ونائبًا لرئيس مجلس الوزراء ووزيرًا للخارجية.
تولى فيصل بن عبد العزيز مقاليد الحكم في 27 جمادى الآخرة 1384 هـ الموافق 2 نوفمبر 1964، بعد عزْل أخيه غير الشقيق الملك سعود عن الحكم بسبب أمراضه المتعددة. وبعد توليه الحكم، حقق الملك فيصل طفرة تنموية على أكثر من صعيد، ودافع عن القضية الفلسطينية، ورفض الاعتراف بإسرائيل، كما قرر مع عدة دول عربية حظر تصدير النفط للدول الداعمة لإسرائيل أثناء حرب أكتوبر. استمر حكمه حتى اغتياله في 12 ربيع الأول 1395 هـ الموافق 25 مارس 1975.

## مولده ونشأته

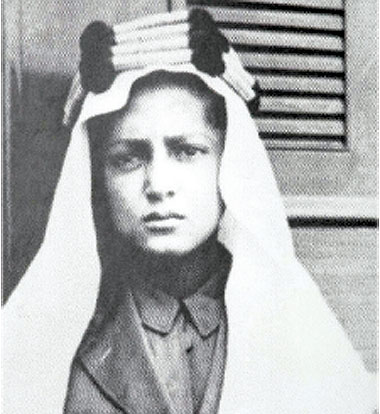
فيصل وهو في الثالثة عشرة من عمره، وذلك أثناء زيارته لبريطانيا.

وُلد فيصل بن عبد العزيز بن عبد الرحمن بن فيصل بن تركي آل سعود في 14 صفر 1324 هـ / 14 أبريل 1906، في مدينة الرياض، وتوفيت والدته بعد خمسة شهور من ولادته. وسمّاه الملك عبد العزيز بفيصل لأنه كان معجباً بجده الإمام فيصل بن تركي (توفي سنة 1865) الذي كان شجاعاً وداهية، وصاحب عزيمة قوية، واستعاد المُلْك السعودي مرتين بعد ضياعه. تربى فيصل في بيت جديه لأمه الشيخ «عبد الله بن عبد اللطيف آل الشيخ» و«هيا بنت عبد الرحمن آل مقبل»، حيث لقِي منهما اهتماماً كثيراً وغمروه بعطفهم وحنانهم، كما تلقّى على يديهما العلم الشرعي، فكان لذلك أثر ديني على شخصيته، وقد تعلم القراءة والكتابة وختم القرآن على يد الشيخ محمد بن مصيبيح قبل أن يبلغ العاشرة من عمره. كما أثر فيه والده عسكرياً وسياسيًا، واختاره والده ليمثله في المحافل الدولية في سن مبكرة.

وَصف طفولته المؤرخ والمستشرق الروسي ألكسي فاسيليف في كتابه «الملك فيصل: شخصيّته وعصره وإيمانه» بقوله: 
| فيصل بن عبد العزيز آل سعود | «توفيت والدة الملك فيصل بعد ولادته بخمسة أو ستة أشهر، وذكر البعض أن جدته كانت قد ابتهلت إلى الله أن يهب الطفل اليتيم مستقبلاً كريماً، وترعرع الصبي في بيت جده لأمه، واغترف من جده الإيمان العميق والصوم والصلاة وحسن السلوك وضبط النفس وعدم الانسياق وراء العواطف، والتحق بالكتاب وختم القرآن الكريم وأجلسوه على ظهر الحصان في احتفالية بهذه المناسبة، وبعدها كان يحضر مجالس العلماء في بيت جده ويصغي للمناقشات الفقهية. وقد كتب منير العجلاني عنه أنه سأله عما يحب قراءته فأجاب: بعد القرآن والسنة كتب التاريخ والأدب، وكان والده عبد العزيز قد جعل له أخاً يرافقه وكان اسمه مرزوق والذي قد اندهش منه نزلاء فندق «ولدورف آستوريا» في نيويورك حين وجدوه يتناول الطعام معه على طاولة واحدة. وبدنياً كان «فيصل» ضعيف البنية عن أترابه ولكنه كان يتميز عنهم بالدهاء والفطنة والبسالة، وكانت له علاقة خاصة مع أخيه الأكبر تركي تتسم بالإعجاب، وقد كان له فرساً معجباً بها بشدة، وكان ممن شاركوا في الفتوحات والحملات العسكرية، وعندما سمح لأخيه فيصل بركوبها أنطلق بها في جولة بمدينة الرياض حينذاك دون سرج أو ركاب على مرأى من الجميع». | فيصل بن عبد العزيز آل سعود |

## أعماله قبل الحكم

### المهام السياسية
كان لفيصل بن عبد العزيز مهام سياسية وزيارات لعدة بلدان، فقد أدخله والده الملك عبد العزيز في السياسة في سن مبكرة، حيث أرسله في زياراتٍ للمملكة المتحدة وفرنسا مع نهاية الحرب العالمية الأولى وكان حينها في الثالثة عشرة من عمره. أما في العام 1924 (1342هـ) فقد كَتَب أول بيانٍ رسمي عن المملكة من الرياض ونشرته الأهرام المصرية فكان بذلك أول ناطق رسمي باسم المملكة. كما عيَّنه الملك عبد العزيز في عام 1926 نائباً عاماً لجلالة الملك في الحجاز. تَلَى ذلك في عام 1927 تعيينُه رئيساً لمجلس الشورى.
في عام 1930 عُيِّن وزيراً للخارجية بالإضافة إلى كونه رئيساً لمجلس الشورى. في عام 1932، كلفة والده الملك عبد العزيز بزيارة أوروبا للمرة الثالثة، وشملت الزيارة كل من إيطاليا وفرنسا وبريطانيا وهولندا وألمانيا وسويسرا وبولندا والاتحاد السوفيتي وتركيا وإيران والعراق والكويت. عند إعلان توحيد الحجاز ونجد وملحقاتها في دولة واحدة باسم المملكة العربية السعودية في 23 سبتمبر 1932، وقع مرسومِ ذلك الإعلان بأمر من والده الملك عبد العزيز. في عام 1935 الموافق لعام 1354هـ تولى عمارة المسجد الحرام بتكليف من الملك عبد العزيز، وكانت تلك أول عمارة للمسجد الحرام في عصر الدولة السعودية الحديثة. كما رَأَس وفد المملكة إلى «مؤتمر لندن» في عام 1939 حول القضية الفلسطينية والمعروف بمؤتمر المائدة المستديرة، وكان حينها وزيراً للخارجية، وممثلاً للمملكة، وبعد انتهاء المؤتمر زار باريس. أثناء توليه وزارة الخارجية طلب من الملك عبد العزيز قطع العلاقات الدبلوماسية مع الولايات المتحدة وذلك بعد قرار الأمم المتحدة القاضي بتقسيم فلسطين إلى دولتين، ولكن طلبه هذا لم يُجاب. في 9 أكتوبر سنة 1953 أصدر والده الملك عبد العزيز أمراً بتعيينه نائباً لرئيس مجلس الوزراء بالإضافة إلى كونه وزيراً للخارجية، وذلك بعد تعيين الأمير سعود رئيسًا لمجلس الوزراء. كما عُين رئيساً للهيئة العليا المشرفة على توسعة الحرم المكي وكان ذلك في عام 1955 (1375هـ). في عام 1962، عينه الملك سعود رئيساً لمجلس الوزراء.

### المهام العسكرية
أُسندت له العديد من المهام العسكرية حيث شارك في عدة معارك أثناء توحيد المملكة. فقد رافق والده وهو في سن الثانية عشر في معركة «ياطب» ضد ابن رشيد في حائل عام 1917. كما شارك مع أخيه سعود بغزو الشعيبة بالقرب من حائل، ثم رجعا إلى الرياض وكان ذلك عام 1919م. ولما أصدر الملك عبد العزيز أمره للأمير سعود بالعودة إلى حائل لضرب نطاق الحصار عليها كان فيصل معه، وشاهد استسلام عبد الله بن متعب آل رشيد. لم يكن دور الأمير فيصل في غزوات ياطب والشعيبة وحائل دوراً قيادياً مستقلاً، وإنما كان دور تدريب على خوض المعارك. في عام 1922 قاد أول حملة عسكرية وهو في سن السادسة عشر من عمره، لإخضاع منطقة عسير والقضاء على فتنة وعصيان حسن بن علي آل عائض. حيث عَقد له والده الملك عبد العزيز راية القيادة على رأس جيش من ستة آلاف مقاتل، ثم انضم إليهم لاحقاً أربعة آلاف من قبائل قحطان وزهران. وبعد الانتصار على ابن عائض، أنشأ فيصل في أبها جهازاً للإدارة جعل على رأسه سعد بن عفيصان وأبقى لديه حامية من الجنود، ثم عاد إلى الرياض بعد أن أقام النظام هناك. وكان وصول فيصل إلى الرياض في 8 يناير 1923، وخرج أهل الرياض وعلى رأسهم والده وجده الإمام عبدالرحمن بن فيصل لاستقباله.
كما شارك مع والده الملك عبد العزيز في حصار جدة عام 1925، حيث استطاع الملك عبد العزيز تحقيق النصر والسيطرة على الحجاز. في عام 1934، تولى قيادة الجيش في تهامة أثناء الحرب السعودية اليمنية، وانطلق الأمير فيصل بقواته من مكة في أبريل 1934 ووصل إلى جيزان فدخلها، ثم زحف إلى عمق الأراضي اليمنية حتى وصل إلى مشارف بلدة ميدي الحصينة، وهي أول مدينة يمنية على الحدود، واحتلها. ثم تقدم إلى الحديدة واحتلها في مايو 1934، وكانت هذه المدن تحت حكم الإمارة الإدريسية. وشرع يواصل الزحف إلى صنعاء ليحاصرها، ثم يُفاوض على حصارها. وبالفعل جاءته وفود من صنعاء تفاوض، لكن برقية عاجلة جاءت من الملك عبد العزيز يأمره فيها بالعودة. وكان الأمير الشاب بفعل حماسه قد تردد في تنفيذ أمر والده، فأعاد الملك عبد العزيز التأكيد عليه بالانسحاب وعنَّفه لعدم امتثاله الفوري لأمرِه، فانسحب فيصل. وكان ذلك درساً عملياً من الملك عبد العزيز.

### زيارته إلى بريطانيا وأوروبا

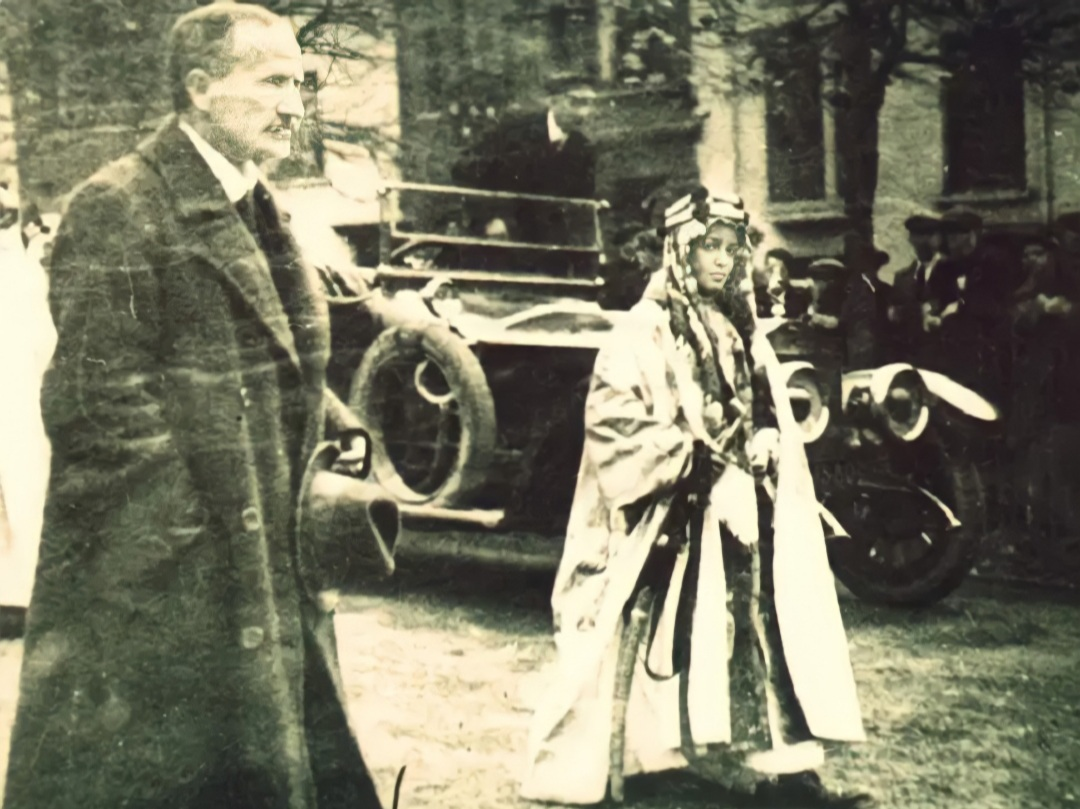
فيصل بن عبد العزيز متجها لقصر بكنغهام لمقابلة الملك جورج الخامس.

في يوليو من عام 1919، تلقى الملك عبد العزيز، دعوة من ملك بريطانيا جورج الخامس ليزور لندن مع آخرين من ملوك ورؤساء دعتهم بريطانيا للاحتفال معها بمرور أول عام على انتصارها بالحرب العالمية الأولى، لكن الملك عبد العزيز وَجَد أن الرحلة ستطول، حيث كانت تشمل فرنسا وبلجيكا، وكذلك مسيرة إكمال توحيد البلاد السعودية وبناء كيانها السياسي يحتاج إلى حضوره اليومي، ولم يكن ممكنًا ترك نجد لعدة أشهر في هذه الظروف، وكذلك لا يمكنه الاستغناء عن ابنه سعود في وقت ما زالت فيه الأحوال السياسية والعسكرية في نجد غير مستقرة، فأوفد فيصل نيابة عنه. وكان حينها صبيا في الثالثة عشرة من عمره.
غادر فيصل بن عبد العزيز ميناء المملكة الأول على ساحل الخليج العربي وهو «العقير» فوصل إلى البحرين، وفي مينائها كانت تنتظره بارجة اسمها «لورانس» وهي للبحرية الملكية البريطانية، وبرفقته كان الأمير أحمد بن عبد الله بن ثنيان آل سعود، المستشار السياسي للملك، والذي وُصف بأنه أول وزير خارجيةٍ لإمارة نجد ذلك الوقت. كما تضمَّن الوفد عبد الله القصيبي، من تجار الأحساء، إضافة إلى حرسٍ ومرافقين. وكان معه أيضاً مرافق شرف بريطاني، هو الرائد همفري لومان الذي انتدبوه ليكون على البارجة، فغادروا إلى الهند، وأمضى فيصل والوفد أياما عدة بفندق "تاج محل" في بومباي، ثم عبروا قناة السويس إلى بريطانيا، فوصلها في 13 أكتوبر 1919 مرتدياً ملابسه العربية وبجنبه سيف وفي خصره خنجر.
عندما وصل إلى بريطانيا استقبله الملك جورج الخامس في قصر بكنغهام، فبدأ بدخوله بثيابه العربية وعلى خصْره سيفه المُذهَّب، وتسلم منه رسالة من الملك عبد العزيز، مرفقة بهدية من سيفين مذهبين ومطعّمين بحبيبات اللؤلؤ. وتُرجمت في لندن رسالة الملك السعودي إلى نظيره البريطاني، وفي بعضها يقول: «أوفدنا ابننا فيصل بن عبد العزيز، وصحبته حاشية من أهل بيتنا، بيت آل سعود، وعلى وجه التحديد أحمد بن ثنيان، مندوبنا الخاص والمؤتمن ورفاقه، آملين أن تتوج زيارتهم بالنجاح في كل ما يتعلق بترسيخ العلاقات الوطيدة وتقوية أواصر الصداقة التي تربط ما بين إمبراطورية جلالتكم ودولة نجد.» وأسفلها الختم مع تاريخ الأول من أغسطس سنة 1919 الموافق 3 ذي القعدة 1337 هجرية.
وردَّ جورج الخامس برسالة سلمها للوفد الذي استقبله، وكان من فيصل بن عبد العزيز وأحمد بن ثنيان وعبد الله القصيبي وحاشية من ثلاثة أفراد، وقال في بعضها: «يطيب لي أن أشكر عظمتكم على رسالتكم الودية، لقد سرني كثيراً أن ألتقي بابنكم الشيخ فيصل بن عبد العزيز ومندوبكم الشيخ أحمد بن ثنيان وأن أسمع منهم أنكم بخير. إنني أطمح إلى تقوية أواصر الصداقة التي تربط بين إمبراطوريتي ودولتكم وأتطلع إلى أن تشمل كافة الدول العربية».
بعد مقابلته الملك جورج الخامس، انطلق فيصل في جولة لمدن ومعالم أخرى في بريطانيا وأيرلندا، من جامعة كامبريدج إلى مناجم الفحم في جنوب ويلز، ثم إلى بعض المصانع في مدينة برمنغهام. ثم زار فيصل كذلك فرنسا وبلجيكا وتجول في البلدين لمدة أربعة أشهر، وعاد بعدها إلى الرياض، وكانت هذه الزيارة هي الأولى له بالخارج، وأول زيارة تعتبر «رسمية» يقوم بها فرد من الأسرة السعودية المالكة إلى أوروبا.

### زيارته إلى الاتحاد السوفيتي

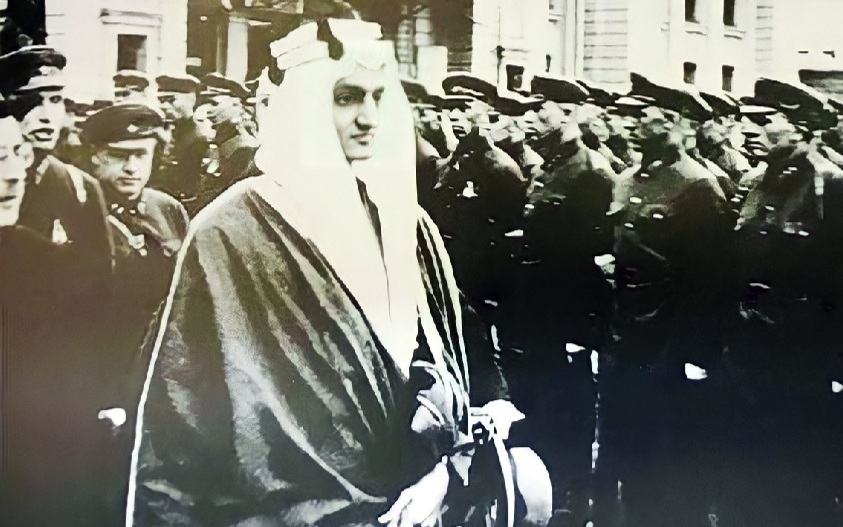
فيصل أثناء زيارته الاتحاد السوفيتي في مايو 1932.

أرسل الملك عبد العزيز ابنه فيصل في 18 مايو عام 1932 إلى الاتحاد السوفيتي بهدف توثيق العلاقات، وكان حينها رئيساً لدائرة الشؤون الخارجية (وزيراً للخارجية)، وبدأت رحلته من أمستردام إلى برلين ثم بولندا حتى وصل إلى موسكو في 29 مايو، وكانت الزيارة تشمل الاطلاع على مختلف نواحي حياة الدولة السوفيتية، وأبدى فيصل اهتماماً بحالة القوات المسلحة السوفيتية، وزار المقر المركزي للجيش الأحمر. كما زار الوفد الأكاديمية الجوية الحربية وتعرَّف الضيوف السعوديون على مختبرات الأكاديمية، ثم ذهبوا إلى المطار؛ حيث شاهدوا تحليقات استعراضية، واطَّلع فيصل بن عبد العزيز؛ على الصناعة السوفيتية التي كانت تشهد تطوراً متسارعاً للغاية حينها، وفي اليوم نفسه، زار والوفد المرافق مصنع السيارات المسمّى باسم «ستالين». كما شملت الزيارة أيضاً مدينتَي «لينينغراد» و«أوديسا» ثم غادر الوفد السعودي أراضي الاتحاد السوفيتي، وتعتبر هذه الزيارة أول زيارةٍ رسميّةٍ لمسؤولٍ عربيٍّ. وتعد السعودية أول دولة عربية تقيم علاقات دبلوماسية مع موسكو، ففي جدة كانت تقوم بمهامها الوكالة السوفيتية والقنصلية العامة التي تغيّرت تسميتها في الأول من يناير عام 1930 فأصبحت مُفوضية؛ حيث لم تكن في موسكو بعثة دبلوماسية دائمة للمملكة، فقد جرت مباحثات بين موسكو والرياض في العشرينيات بشأن إيفاد بعثة مؤقتة إلى الاتحاد السوفيتي، وجرى الحديث عن إرسال وفد دبلوماسي برئاسة فيصل بن عبد العزيز آنذاك، غير أن الزيارة تأجلت في سنة 1927.

## ولاية العهد

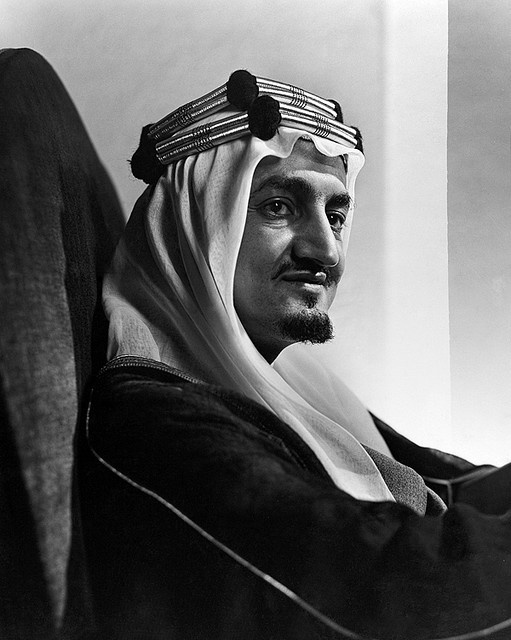
صورة التقطت لفيصل بن عبد العزيز في عام 1942 عندما كان وزير الخارجية.

بعد وفاة والده عبد العزيز، تسلم أخوه سعود الحكم، والذي بدوره عين فيصل ولياً للعهد ونائباً لرئيس مجلس الوزراء ووزيراً للخارجية. في عام 1954 أرسله الملك سعود لزيارة بعض الدول نيابةً عنه. في عام 1957 وقعت الأزمة المالية السعودية، وكان الملك سعود قد سلّمه قبلها بعض مهامه؛ فأصبح مسؤولًا عن المال وخزينة الدولة، وأصبح مسؤولًا أيضاً عن السياسات الخارجية للبلاد، ولكن بعد مرور سنة من ذلك، وتحديدا في عام 1958، لم يستطع حل الأزمة بسبب ضعف عائدات البترول، وأوامر الصرف المالي الكبيرة؛ فأصبحت الدولة تستلف المال من دول الغرب وشركة أرامكو. في عام 1959، عينه الملك سعود وزيراً للداخلية إضافة إلى مهامه الأخرى، وهي رئاسة مجلس الوزراء ووزيراً للمالية. في عام 1960 ظهرت توترات شديدة بينه وبين الملك سعود، واستمرت هذه التوترات حتى نهاية حكم الملك سعود الذي قرر بأن يسحب من فيصل الوزارات التي يتولى مسؤوليتها وأن يكون نائباً لرئيس مجلس الوزراء فقط، حيث سلَّم وزارة الخارجية إلى اللواء إبراهيم بن عبد الله السويل ووزارة الداخلية إلى الأمير مساعد بن عبد الرحمن بن فيصل آل سعود ووزارة المالية إلى الأمير طلال بن عبد العزيز آل سعود.
في عام 1962، أَعاد الملك سعود تعيينه رئيساً لمجلس الوزراء ووزيرًا للخارجية. وكان من الأعمال التي قام بها في الحكومة، التي ألفها في نفس العام، إصداره بيانه الوزاري التاريخي في 6 نوفمبر 1962، والذي اشتمل على برنامجه الإصلاحي. ورسم فيه سياسة حكومته الإصلاحية. وكان من أبرز ما جاء فيه:
- إصدار نظام أساسي للحكم مُستمَدّ من الشريعة الإسلامية وتطوير نظام الحكم ومجلس الوزراء.
- وضع نظام للمقاطعات، يوضح طريقة الحكم المحلي، بمختلف مناطق المملكة.
- وضع نظام لاستقلال القضاء، يمسك بزمامه مجلس أعلى للقضاء، وإنشاء وزارة العدل.
- تأسيس مجلس أعلى للإفتاء، يضم عشرين عضواً من الفقهاء.
- تحسين المستوى الاجتماعي للشعب السعودي، في العلاج المجاني، والتعليم المجاني، وإعفاء كثير من المواد الغذائية من الرسوم الجمركية. ووضع نظام الضمان الاجتماعي، ونظام حماية العامل من البطالة.
- وضع برنامج للانتعاش الاقتصادي، وتقوية المركز المالي للمملكة، ووضع برنامج لرفع مستوى معيشة المواطن، وإنشاء شبكة طرق تربط بين أجزاء المملكة ومدنها، وتوفير مصادر المياه للشرب والزراعة، وتأمين حماية الصناعات الوطنية الخفيفة والثقيلة. ويدخل في ذلك رصد جميع المبالغ الإضافية، التي ستتسلمها الحكومة من شركة أرامكو عن حقوقها التي تطالب بها الشركات عن السنوات الماضية، وتسخيرها لخدمة المشروعات الإنمائية.
- الاستمرار في تطوير تعليم البنات وكذلك النهوض بالمرأة.
- وكان من أبرز إنجازاته كذلك، هو تحرير الأرقاء، وإلغاء الرق، نهائياً في السعودية.[49][50]

## توليه الحكم

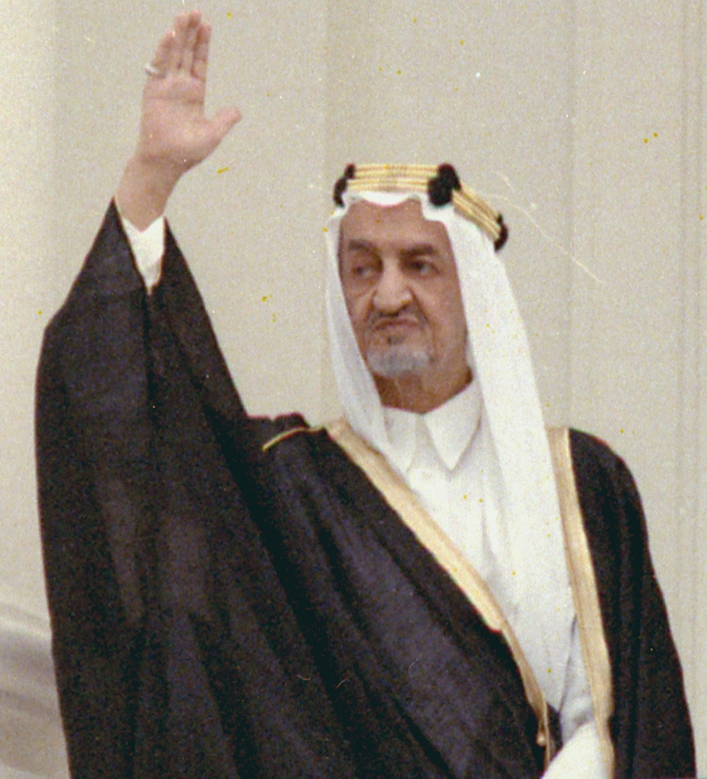
فيصل بن عبد العزيز في عام 1971.

عانى الملك سعود في سنوات حكمه الأخيرة من أمراض متعددة منها آلام بالمفاصل وارتفاع ضغط الدم وكان ذلك يستدعيه الذهاب إلى الخارج للعلاج، وبسبب الأمراض واشتدادها عليه فإن ذلك جعله لا يقوى على القيام بأعمال الحكم، واتسعت الخلافات بينهما أكثر بتلك الفترة، وبسبب ذلك دعا الأمير محمد، وهو من أكبر أبناء الملك عبد العزيز، إلى اجتماع للعلماء والأمراء عقد في 29 مارس 1964، أصدر فيه العلماء فتوى تنص على أن يبقى الملك سعود ملكًا على أن يقوم الأمير فيصل بتصريف جميع أمور المملكة الداخلية والخارجية بوجود الملك في البلاد أو غيابه عنها، وبعد صدور الفتوى أصدر أبناء الملك عبد العزيز وكبار أمراء آل سعود قرارًا موقعًا يؤيدون فيه فتوى العلماء وطالبوه فيه بكونه وليًا للعهد ورئيسًا للوزراء إلى الإسراع بتنفيذ الفتوى، وفي اليوم التالي اجتمع مجلس الوزراء برئاسة نائب رئيس مجلس الوزراء الأمير خالد بن عبد العزيز واتخذوا قرارًا بنقل سلطاته الملكية إليه وذلك استنادًا إلى الفتوى وقرار الأمراء، وبذلك أصبح نائبًا عن الملك في حاله غيابه أو حضوره، وبعد صدور هذا القرار توسع الخلاف بينه وبين أخيه الملك سعود، الذي ازداد عليه المرض، ولكل تلك الأسباب اتفق أهل الحل والعقد من أبناء الأسرة المالكة إن الحل الوحيد لهذه المسائل هو خلع الملك سعود من الحكم وتنصيب فيصل ملكًا، وأرسلوا قرارهم إلى علماء الدين لأخذ وجهه نظرهم من الناحية الشرعية، فاجتمع العلماء لبحث هذا الأمر، وقرروا تشكيل وفد لمقابله الملك سعود لإقناعه بالتنازل عن الحكم، وكان الوفد مكون من ثلاثة من كبار العلماء هم: الشيخ عبد العزيز بن باز، والشيخ عبد الله بن محمد بن حميد، والشيخ عمر بن حسن آل الشيخ. وأبلغوه إن قرارهم قد اتخذ وإنهم سيوقعون على قرار خلعه من الحكم وإن من الأصلح له أن يتنازل، إلا أنه رفض ذلك.
وفي 1 نوفمبر 1964 اجتمع علماء الدين والقضاة، وأعلن مفتى المملكة محمد بن إبراهيم آل الشيخ بأن الملك سعود بن عبد العزيز آل سعود خُلِعَ من الحكم، وإنه سيتم مبايعة الأمير فيصل ملكًا، وفي يوم 2 نوفمبر 1964 بويع ملكًا.

## اهتمامه بالأماكن المقدسة

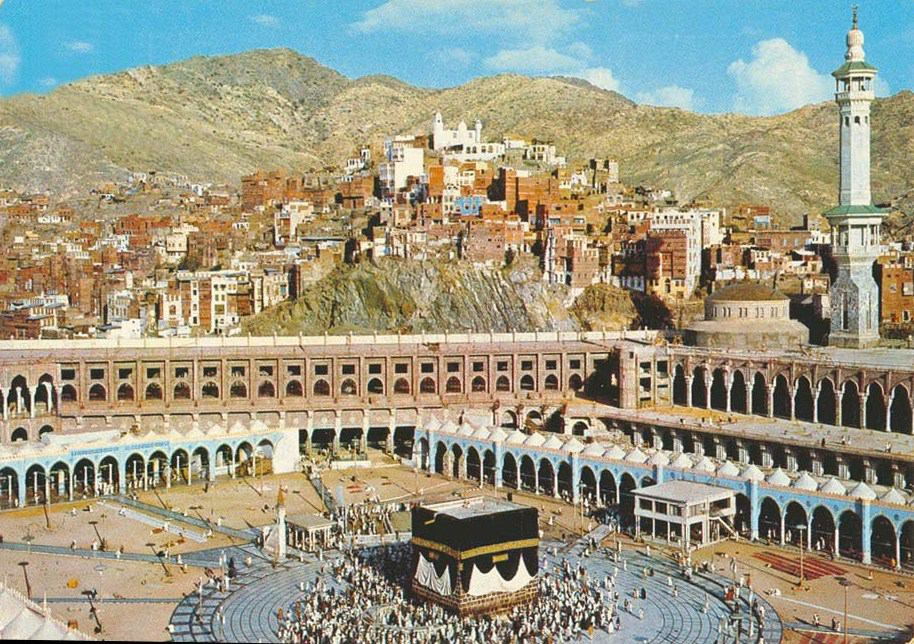
المسجد الحرم أثناء أعمال التوسعة سنة 1969م.

كُلّف محمد بن لادن بتوسعة المسجد الحرام في مكة المكرمة لتكون أول توسعة يشهدها منذ ألف عام. وبُدئ بهذا المشروع العملاق في عام 1955، واستُمر في تنفيذه خلال عهد فيصل الذي خلف الملك سعود وانتهى في عهد الملك خالد الذي استغرق عشرين عاماً من العمل. وفي عام 1387هـ، عُقد مؤتمر في مكة المكرمة ضم عددًا كبيرًا من المهندسين المعمارين المسلمين لطرح البدائل الممكنة لتطوير التصاميم، وقد أوصى المؤتمر بإزالة جزءٍ كبيرٍ من المبنى العثماني، ولكن فيصل عارض ذلك ورأى الإبقاء والاحتفاظ بالبناء العثماني القديم، وأن يتم عمل تصاميم العمارة الجديدة بأفضل أساليب الدمج التي تحقق أعلى مستوى من الانسجام بين القديم والجديد، وكان ما أراد. وفي الخامس من صفر عام 1389هـ بدأت مرحلة أخرى نتج عنها إضافة جناحين إضافيين، وتجديد المبنى القديم للحرم، وشقت لهذه المرحلة الطرق المحيطة به، وأُنشئت الميادين وبلغت تكلفة المشروع حولي 800 مليون ريال سعودي في ذلك الوقت. كما أمر بإعادة فتح مصنع كسوة الكعبة بمكة المكرمة عام 1382هــ.

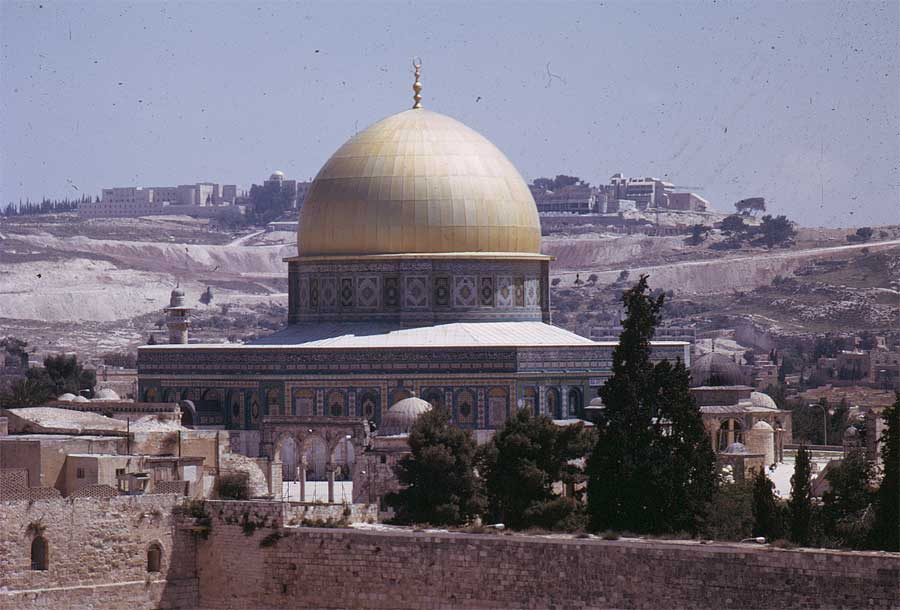
قبة الصخرة كما ظهرت سنة 1972م، وكان فيصل قد أمر بالعمل عليها سنة 1964م بعد الاحتراق الذي حصل في نفس العام.

في 25 من ذي الحجة 1384هـ، قرَّرت هيئة رابطة العالم الإسلامي إزالة جميع الزوائد الموجودة حول مقام إبراهيم، وإبقاء المقام في مكانه على أن يُجعل عليه صندوق بلوري سميك قوي على قدر الحاجة وبارتفاع مناسب يمنع تعثر الطائفين ويتسنى معه رؤية المقام، وافق الملك فيصل وأصدر أمره بتنفيذ ذلك، فعُمل له غطاء من البلور الممتاز، وأُحيط هذا الغطاء بحاجز حديدي، وعُملت له قاعدة من الرخام نُصبت حول المقام لا تزيد مساحتها عن 180 في 130 سنتيمتر بارتفاع 75 سنتيمتر، واكتَمَلَ ذلك في رجب 1387هـ؛ حيث جرى رفع الستار عن الغطاء البلوري في حفل إسلامي، واتسعت رقعة المطاف وتسنى للطائفين أن يؤدوا مناسك الطواف في راحة ويسر، وخفت وطأة الزحام كثيرًا.
أما بالنسبة للمسجد النبوي، فإنه بعد الانتهاء من التوسعة السعودية الأولى التي افتُتحت في أوائل سنة 1375 هـ الموافق 1955، وبسبب تكاثر أعداد الحجاج، أصدر فيصل أمرًا بتهيئة أماكن للصلاة غربي المسجد، فهُدمت المباني الموجودة في تلك الجهة وأُقيم مصلى مظلل، بلغت مساحته حوالي 35,000 متراً مربعاً. وكان العمل به سنة 1973، وبقيت إلى أن أزيلت في التوسعة السعودية الثانية. في عام 1964، كُلِّف محمد بن لادن كذلك بالعمل في أولى القبلتين وثالث الحرمين الشريفين وذلك لإعادة تغطية قبة الصخرة في القدس الشريف بعد احتراقها في نفس العام.

## التنمية الداخلية

### التنمية الاقتصادية

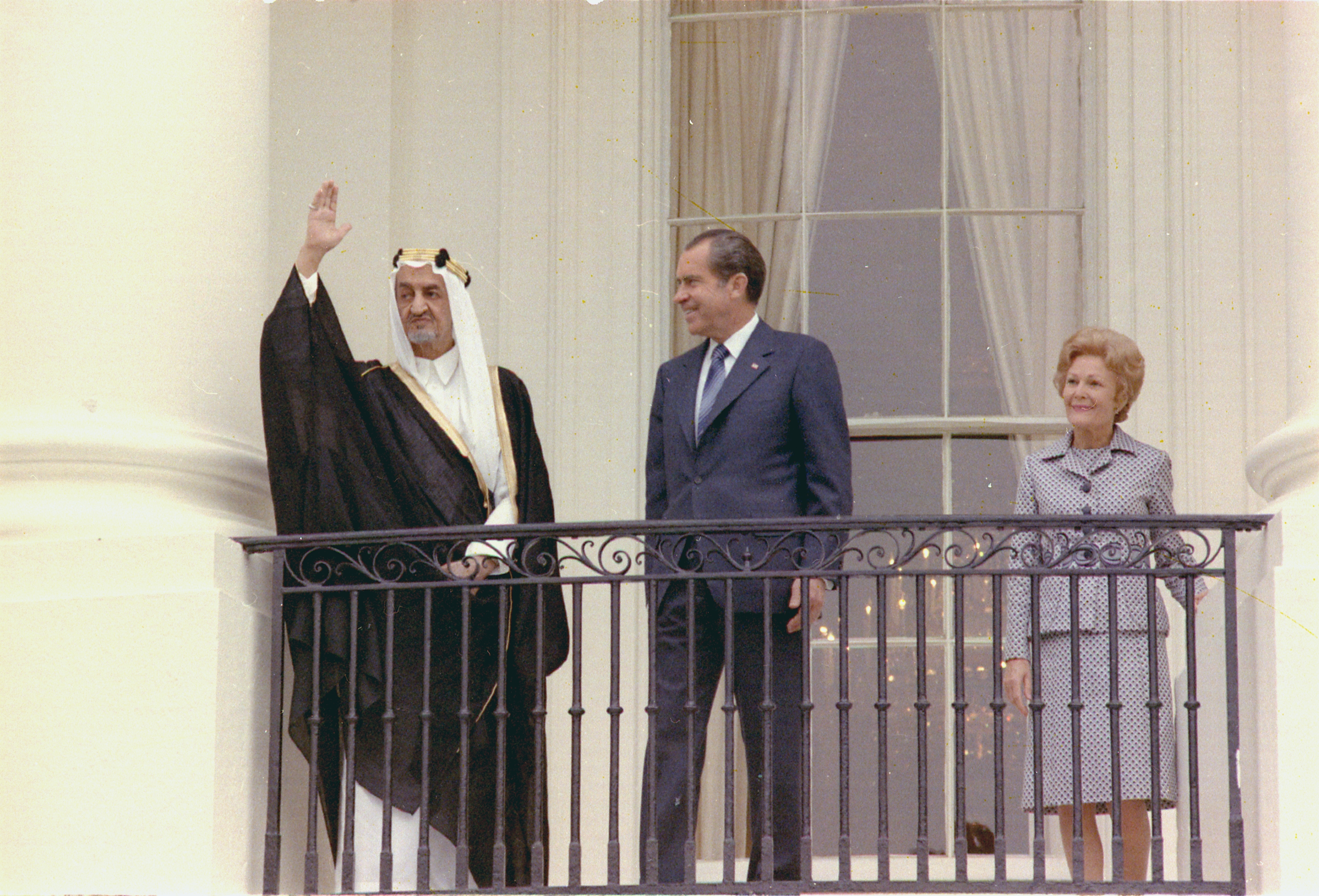
فيصل بن عبد العزيز والرئيس الأمريكي ريتشارد نيكسون وزوجته، أثناء زيارة الملك فيصل للولايات المتحدة في عام 1971.

عمل فيصل بن عبد العزيز على الاستفادة من دخل النفط، وأمر بمراجعة اتفاقية مناصفة الأرباح مع شركة أرامكو التي وجدها غير عادلة فطلب تعديل الاتفاقية، كما انتقلت الحكومة إلى دور المشاركة في اتفاقيات استغلال مكامن البترول إلى عدم منح امتيازات استثمارات البترول إلا لمؤسسة وطنية. وكرَّس انتباهه للشركات الصناعية والزراعية والمالية والاقتصادية، حيث كان له الفضل في انتشال المملكة اقتصاديًّا وإداريًّا بعد إعلان إفلاس الخزينة الحكومية.
وضع فيصل الخطط الخمسية للبلاد، ونظام المناطق الإدارية، وجلب الشركات الاستشارية الخارجية لدعم مؤسسات الدولة الخدمية، كما أهتمَ بالصناعة والزراعة وإقامة المشروعات، واستثمار الأراضي، وأطلق مشاريع للبحث عن الثروات المعدنية ومصادر مياه الشرب الآمنة. أنشأ المؤسسة العامة للبترول والمعادن بترومين، ووضع أُسس شبكة محطات التوليد لطاقة اللازمة لهذا الغرض، وأسس الصناعات البتروكيماوية، والحديد، والصلب، والأسمنت، والتعدين، ودعم ابتعاث الطلبة إلى الغرب للتدريب، تمهيدًا لدعم المشاريع الصناعية. بحلول عام 1969 بدأت المملكة في خطة التنمية الأولى. وفي 1966 التقى فيصل بن عبد العزيز الرئيس الأمريكي ليندون جونسون لتأسيس شراكة سعودية أمريكية لعمل مشروعات التنمية في المملكة. ثم التقى فيصل لاحقاً بالرئيس الأمريكي ريتشارد نيكسون في واشنطن عام 1971، وبعدها بثلاثة أعوام، في عام 1973 اِتُّفِقَ على تأسيس اللجنة الاقتصادية السعودية الأمريكية المشتركة. حيث كان ريتشارد نيكسون أول رئيس أمريكي يزور المملكة في عام 1974.

### التنمية الزراعية

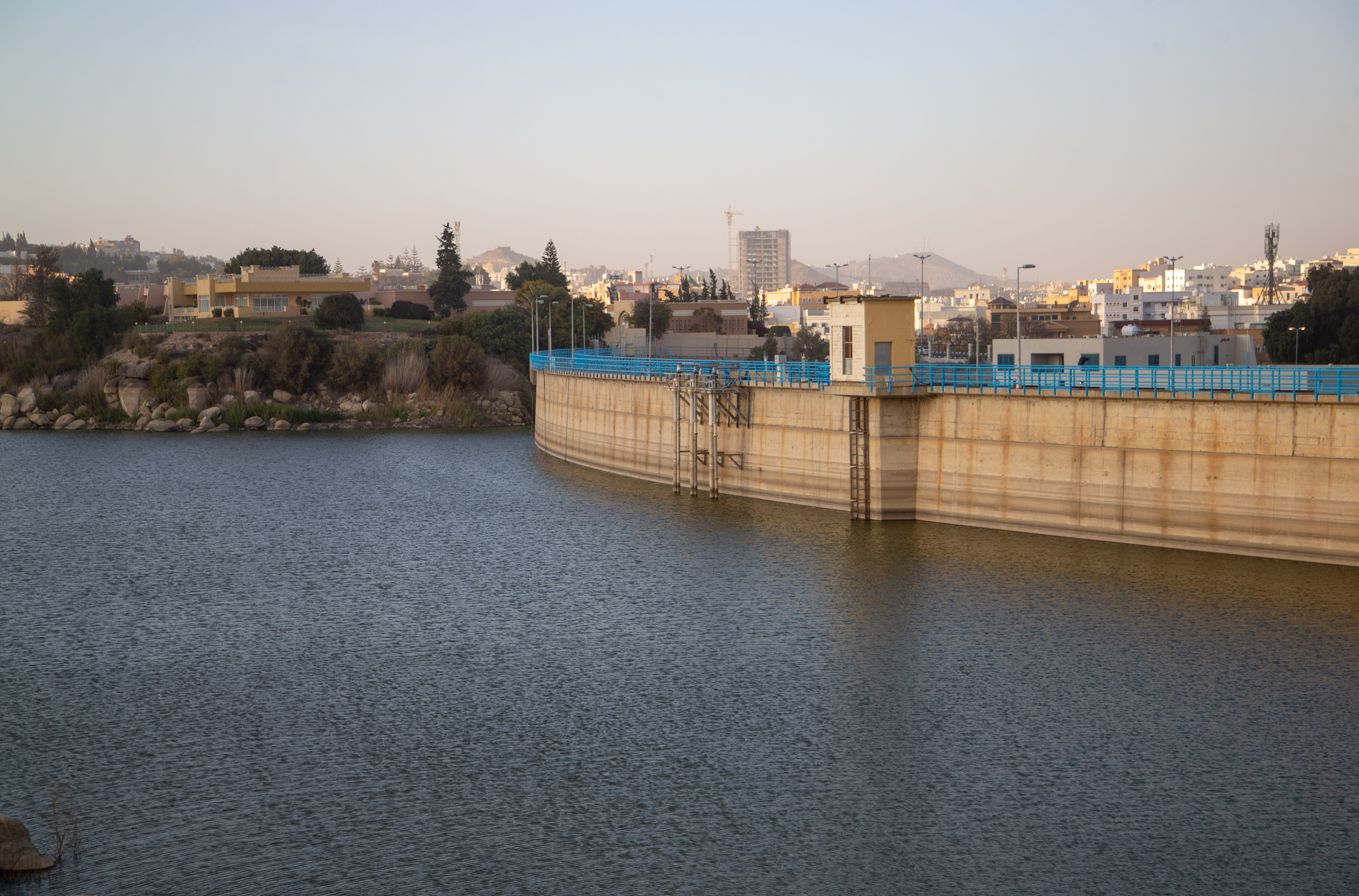
سد أبها، اكتَمَلَ إنشاؤه في عام 1974.

وضعت وزارة الزراعة برنامجاً شاملاً للبحث عن المياه وذلك بالاستعانة بشركات استشارية عالمية، وبدأت بتنفيذ هذا البرنامج عام 1965، كما عملت الوزارة على تحسين أساليب الزراعة وتطوير الثروة الحيوانية ومصائد الأسماك والمحافظة على الغطاء النباتي ومكافحة التصحر، ووجهت المزارعين إلى تحسين إنتاجهم الزراعي من التمور، وحثت القطاع الخاص على الاستثمار في تغليف التمور وحفظها. أنشئت مشاريع عديدة منها بناء سد وادي جازان الذي أنجزته شركات أجنبية عام 1971، وأيضًا أقيم مشروع الري والصرف في الأحساء الذي كان الهدف منه حفظ مياه العيون والآبار من الهدر، وحسن الاستفادة من المياه الزائدة، وأنشئت أيضًا سدود لحجز مياه الأمطار في أبها والمجمعة وعلى وادي حنيفة قرب الرياض، كما كما أسست لمشاريع زراعية في تبوك والجوف ووادي السرحان والقصيم والأفلاج ووادي بيشة ونجران. كما أوعزت الوزارة للبنك الزراعي بتقديم قروض للمزارعين والصيادين لشراء المعدات اللازمة لهم على أن تسدد على أقساط طويلة الأجل وبدون فوائد.

### تنمية النقل والمواصلات
امتدت في عهده شبكات الطرق الحديثة التي استعانت الحكومة بشركات عالمية لتنفيذها، ورُبِطَتْ المملكة بجيرانها مثل الأردن وسوريا والعراق والكويت، كما اُهْتُمَّ بالطرق الزراعية التي تخدم القرى والمزارعين لتسويق منتجاتهم، كما جرَى التوسع في إنشاء المطارات وتحسين القائم منها، واُقْتُنِيَتْ طائرات نفاثة للخطوط السعودية، وأُنْشِئَ معهد للتدريب على الطيران المدني في جدة، كما توسعت حركة الموانئ، حيث وُسِّعَ ميناء جدة، وأقيمت موانئ جديدة في ينبع وجازان.

### تنمية التعليم

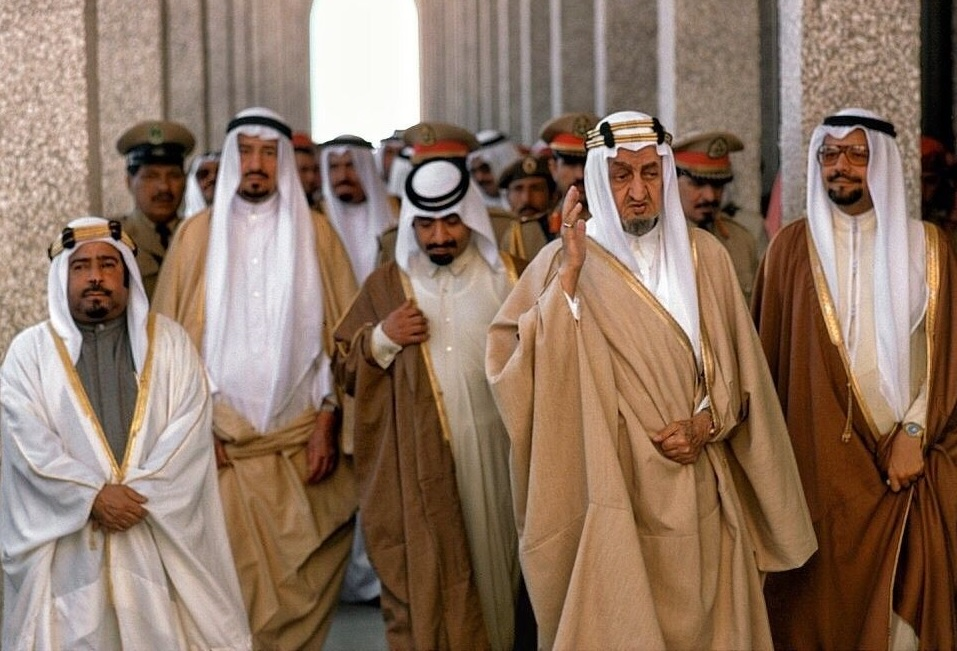
فيصل بن عبد العزيز يفتتح الحرم الجامعي لكلية البترول والمعادن عام 1974.

نال التعليم اهتماماً كبيراً وحظاً جيداً في عهد فيصل بن عبد العزيز، حيث أُدْخِلَتْ التعديلات على المناهج الدراسية، وزيادة البعثات الخارجية، وتوفير الأموال للأسر التي لم تتمكن من تعليم أبنائها بسبب قلة الموارد المالية لديها، وكذلك الاهتمام بتعليم الإناث والمساواة بين الذكور والإناث في حقِّ التعليم، ووُزِّعَتْ الكتب الدراسية مجانًا دون أيّة رسوم، وأمر كذلك بإنشاء جامعة الإمام محمد بن سعود الإسلامية في الرياض في عام 1974. وتحويل جامعة الملك عبد العزيز في جدة من جامعة أهلية إلى جامعة حكومية، وجعلها مجانية للطلاب السعوديين وكان ذلك في عام 1967. وتحويل كلية البترول والمعادن في الظهران في عام 1975 إلى جامعة بمسمى جامعة البترول والمعادن. وكذلك تأسيس جامعة الملك فيصل في الأحساء في عام 1975، واُفْتُتِحَتْ في عهد أخيه الملك خالد في عام 1977.
يحسب لفيصل بن عبد العزيز دعمه لتعليم المرأة في السعودية، منذ كان ولياً للعهد، حيث أُنشِئت أول مدرسة حكومية نظامية للبنات في السعودية في عام 1956 وسميت بدار الحنان، والتي أنشأها فيصل برعاية زوجته الأميرة عفت، عندما كان ولياً للعهد. حتى صدر الأمر الملكي في عهد الملك سعود بن عبد العزيز بافتتاح الرئاسة العامة لتعليم البنات عام 1960، وكان هذا العام هو البدء الفعلي لتعليم المرأة في السعودية.

### التنمية الصحية
اُسْتُقْدِمَ أطباء وأعضاء الهيئة التمريضية من بلدان العالم، وأمر بتأسيس مستشفى الملك فيصل التخصصي في الرياض، الذي افتتح في عام 1975، وجرَى التعاون مع منظمة الصحة العالمية في إعداد برامج الحكومة الصحية. وتطورت الاعتمادات المخصصة للقطاع الصحي تطورا ملحوظا وكبيرا حيث بلغت ما نسبته 3، 4% من حجم الميزانية وذلك للنهوض بالفئات الأساسية في القطاع الصحي ففي العام 1973 فقط، بلغت الاعتمادات المخصصة للصحة العامة والشؤون الاجتماعية 591 مليون ريال. واخذت المملكة بنظام التخطيط الاستراتيجي ضمن الخطة الخمسية للدولة 1970-1975 حيث ارتفع عدد الأطباء إلى 1020 طبيباً وارتفع عدد المساعدين الصحيين إلى 3750 مساعداً صحياً وزاد عدد الأسِرَّة في المستشفيات بنسبة 30% كما زاد عدد المستوصفات بنسبة 60% وارتفع عدد المراكز الصحية إلى 200%.

### التنمية العسكرية
عند توليه الحكم، رسم خطة لسلاح الطيران الجوي الملكي السعودي تتواءم مع روح العصر ومقتضياته، فبدأ بالتخطيط لإيجاد كلية تتسع لأعداد كبيرة من الطلبة السعوديين وبمستويات عالية من التدريب، فكان إعلان إنشاء كلية الملك فيصل الجوية عام 1387هـ والتي افتتحت بعد ثلاث سنوات وتحديدا في 1390هـ.
في ديسمبر 1965، طلبت أسلحة وأجهزة متطورة، شملت أربعين مقاتلة لايتنينغ، منها 34 طائرة بمقعد واحد و6 طائرات بمقعدين، وبدأت عمليات التسليم في 1 يوليو 1968، عندما أقلعت طائرتان من طراز (F.Mk 53) من وارتون إلى جدة، واكتملت عمليات التسليم في سبتمبر 1969، واستلمت أخر طائرة جرَى صنعها وكانت تحمل الرقم المسلسل (53-700) في 29 يونيو 1972. واستمرت مقاتلة اللايتنينغ في الخدمة حتى يناير 1986.
في عام 1972، أمر بطلب 39 طائرة ميراج 5 من فرنسا، ولكن عند وصولها للمملكة في عام 1974، وقبل أن تستخدمها القوات الجوية الملكية السعودية، أمر بإهدائها لمصر، لتدعيم قواتها الجوية.

#### المدن العسكرية
بنيت إبان عهده أول المدن العسكرية المتطورة، وهي مدن حديثة تضم في جنباتها قواعد عسكرية وميادين تدريب ورماية ومستودعات لتخزين الذخيرة والمركبات المعدات القتالية، وتشتمل على أحياء سكانية تحوي المرافق التعليمية والصحية والترفيهية والتسويقية بالإضافة للحدائق والمسطحات الخضراء والنوادي الرياضية. فكانت الباكورة مدينة الملك فيصل العسكرية، التي أنشأت في عام 1391هـ بالقرب من مدينة خميس مشيط في المنطقة الجنوبية. وتلتها مدينة الملك عبد العزيز العسكرية، التي أنشأت في المنطقة الشمالية الغربية، وافتتحها الفيصل في عام 1393هـ.

## في السياسة الخارجية

### القضية الفلسطينية

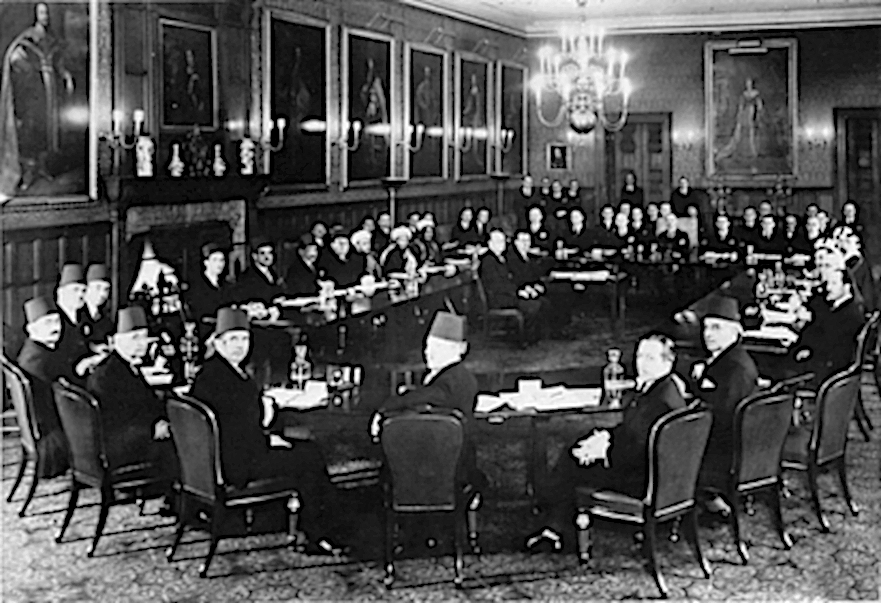
فيصل في مؤتمر المائدة المستديرة- بقصر سانت جيمس في لندن، فبراير 1939.

عرف عن فيصل بن عبد العزيز اهتمامه بالقضية الفلسطينية منذ أن كان يتولى مسؤولية وزارة الخارجية وكان عمره آنذاك 25 سنة، وبدأت علاقته بالقضية الفلسطينية عام 1938 عندما مثل والده في مؤتمر لندن لبحث قضية فلسطين وخطب خطابا مهمًا عارض فيه مشروع تقسيم فلسطين. وفي عام 1948 (1367هـ)، وجه خطابًا إلى الشعب السعودي، تحدث فيه عن القضية الفلسطينية، والمأساة التي يعيشها الشعب الفلسطيني.

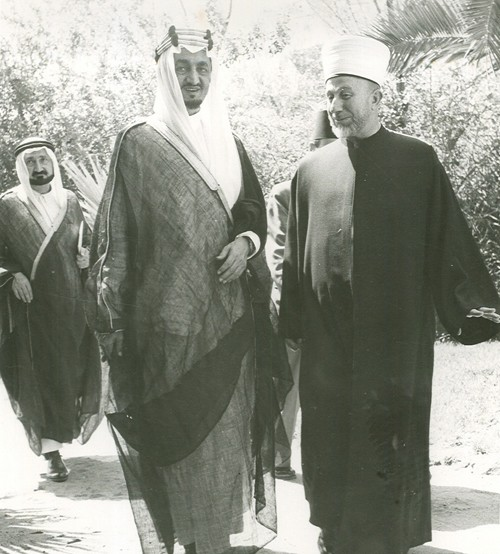
فيصل بن عبد العزيز مع أمين الحسيني عام 1965.

ترأس الوفد السعودي في مؤتمر سانت جيمس الثاني (أيضًا: مؤتمر المائدة المستديرة أو مؤتمر لندن) والذي دعت له بريطانيا ووجهت الدعوة إلى ممثلي عرب فلسطين والدول العربية المجاورة والوكالة اليهودية للتشاور مع الحكومة البريطانية في لندن حول تقسيم فلسطين. المؤتمر بدأ في 7 فبراير 1939 واستمر حتى 17 مارس 1939 في قصر سانت جيمس في لندن. رفض العرب وبريطانيا خطة التقسيم باعتبارها غير عملية في ضوء تقرير لجنة وودهيد. كذلك كان المؤتمر غير قادر على حل مسألة الهجرة اليهودية إلى فلسطين، والتي أصبحت متزايدة مع ضم ألمانيا النازية لكامل تشيكوسلوفاكيا في نفس الشهر من عام 1939.
شارك في الدفاع عن حقوق فلسطين عالميًا، وظهر ذلك واضحًا عندما خطب في عام 1963 على منبر الأمم المتحدة حيث ذكر إن الشيء الوحيد الذي بدد السلام في المنطقة العربية هو القضية الفلسطينية، ومنذ قرار الأمم المتحدة بتقسيم فلسطين، ومن سياسته التي اتبعها حول هذه القضية عدم الاعتراف بإسرائيل، وتوحيد الجهود العربية وترك الخلافات بدلًا من فتح جبهات جانبية تستنفذ الجهود والأموال والدماء، وإنشاء هيئة تمثل الفلسطينيين، وإشراك المسلمين في الدفاع عن القضية.
في القمة العربية الثانية التي عقدت في الإسكندرية عام 1964 نادَى فيصل خلال ترؤسه لهذه القمة بحتمية وإظهار الوجود الفلسطيني ومَدَّهُ بكل وسائل الاستمرار وقدم 5 ملايين جنيه إسترليني هَبّة منه لتكوين خمس كتائب فدائية تعمل لتحرير فلسطين. تركت محاولة حريق المسجد الأقصى عام 1969 أثرًا بالغاً في نفس فيصل بن عبد العزيز وبادَرَ بالدعوة لعقد مؤتمر قمة إسلامي وهو المؤتمر الذي أسفر عن تأسيس منظمة المؤتمر الإسلامي.
ومن أقوال فيصل بن عبد العزيز للرئيس الأمريكي ريتشارد نيكسون عندما زار المملكة:
| فيصل بن عبد العزيز آل سعود | إن ما يحل بالشعب العربي الفلسطيني من ظلم وعدوان، لا مثيل له في التاريخ حتى في العهود المظلمة فلقد شُرِّد شعب كامل من أرضه ووطنه لإحلال شعب آخر مكانه، وقد ناشدت الدول العربية الضمير العالمي زهاء ربع قرن لإحقاق الحق ورفع الظلم عنها، ولكن لم يستجب لتوسلاتنا مما اضطرها لحمل السلاح دفاعًا عن حقها وأراضيها ومقدساتها. | فيصل بن عبد العزيز آل سعود |

### ثورة 26 سبتمبر اليمنية

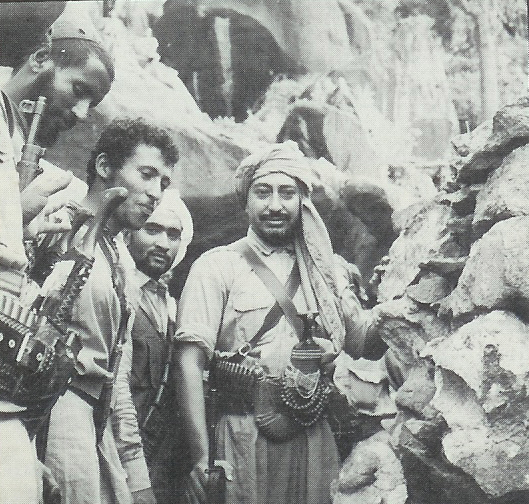
الإمام محمد البدر بين أنصاره.

قامت ثورة 26 سبتمبر اليمنية في شمال اليمن عام 1962 وحدثت خلالها حرب أهلية بين الموالين للمملكة المتوكلية وبين المواليين للجمهوريّة العربية اليمنية واستمرت الحرب ثمان سنوات (1962 - 1970). حيث بدأت الحرب عقب انقلاب المشير عبد الله السلال على الإمام محمد البدر حميد الدين وإعلانه قيام الجمهورية في اليمن. هرب الإمام محمد البدر إلى السعودية وبدأ بالثورة المضادة من هناك. حيث تلقى الإمام وأنصاره الدعم من السعودية، بينما تلقى الجمهوريين الدعم من جمال عبد الناصر. إلى أن كانت رحلة جمال عبد الناصر إلى جدة في 22 أغسطس عام 1965 على متن مركبه الحرية، وهي أول رحلة له للمملكة العربية السعودية منذ عام 1954 عندما قدم لزيارتها لاداء الحج.
عند وصول جمال عبد الناصر إلى جدة، رحَّب فيصل به ترحيباً كبيراً. وفي خلال 48 ساعة توصل الاثنان إلى اتفاق كامل على الآتي:
- انسحاب القوات المصرية من اليمن تدريجياً خلال عشرة أشهر ووقف كل المساعدات السعودية للملكيين.
- تكوين مجلس يمني من 50 عضواً يمثلون جميع الفصائل اليمنية ويكون مكلفاً بتكوين حكومة انتقالية تمهيداً لاستفتاء عام لتحديد مستقبل اليمن.[85]

ثم عُقد مؤتمر حرض تطبيقا للبيان السعودي المصري في 23 نوفمبر 1965 بين جانبي الصراع في اليمن تحت رعاية مصر والسعودية. وكان الوفد الجمهوري برئاسة القاضي عبد الرحمن الأرياني، والوفد الملكي برئاسة أحمد محمد الشامي الذي كان وزير الخارجية للملكيين. لكن لم تصل الأطراف المتنازعة إلى نتيجة. فتجدد القتال بين الجمهوريين والملكيين.
إلى أن جاء مؤتمر القمة العربية بالخرطوم الذي عُقد بعد الحرب، وأعلنت مصر بأنها مستعدة لسحب قواتها من اليمن. واقترح وزير الخارجية المصري محمود رياض إعادة إحياء اتفاق جدة لعام 1965. وقَبِل فيصل بن عبد العزيز الاقتراح، ووعد البدر بإرسال قواته للقتال مع مصر ضد إسرائيل. ووقع جمال عبد الناصر وفيصل بن عبد العزيز اتفاقية تنص على سحب القوات المصرية من اليمن ووقف المساعدات السعودية للملكيين وإرسال مراقبين من ثلاث دول عربية محايدة هي العراق والسودان والمغرب.

#### علاقته مع جمال عبد الناصر

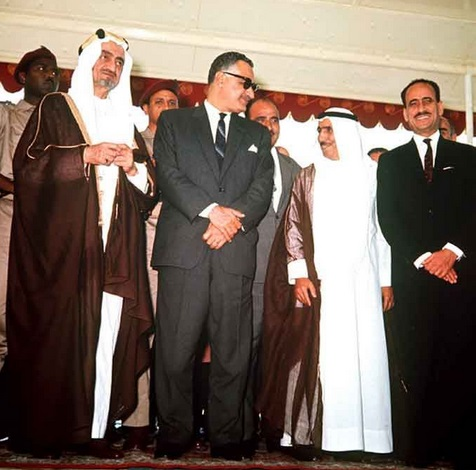
قمة الخرطوم من اليسار: فيصل بن عبد العزيز، جمال عبد الناصر، عبد الله السلال، صباح السالم، عبد الرحمن عارف.

على الرغم من الخلافات بين فيصل بن عبد العزيز والرئيس المصري جمال عبد الناصر إلا أن العلاقات الودية عادت بين الاثنين عندما زار الرئيس جمال عبد الناصر جدة في 22 أغسطس 1965، وكان هدف الزيارة حل الخلاف بين السعودية ومصر حول القضية اليمنية، حيث وُقِّعَ في اليوم التالي اتفاق جدة لحل الأزمة اليمنية. بعد ذلك وفي حرب 1967 وعقد مؤتمر القمة العربية في الخرطوم تعهد فيصل بن عبد العزيز بتقديم معونات مالية سنوية لمصر حتى تزول آثار الحرب عنها.
توطدت العلاقات السعودية المصرية أكثر عندما زار فيصل مصر سبع مرات، ثلاث منها في عهد الرئيس جمال عبد الناصر، كانت بدايتها في 8 سبتمبر 1965، وكانت هذه أول زيارة لفيصل بن عبد العزيز لمصر بعد توليه مقاليد الحكم، والتقى الرئيس جمال عبد الناصر بالإسكندرية. كانت الزيارة الثانية في 18 ديسمبر 1969، حيث استقبله الرئيس جمال عبد الناصر وبرفقته أنور السادات، وعقب الاستقبال الرسمي، رافق الرئيس جمال عبد الناصر الملك فيصل لزيارة الأزهر الشريف، وكانت الزيارة في إطار الإعداد للقمة العربية الخامسة، وكانت الزيارة الثالثة في سبتمبر 1970، حيث زار الملك فيصل القاهرة لحضور مؤتمر القمة العربية الطارئ لبحث أحداث أيلول الأسود بين الأردن ومنظمة التحرير الفلسطينية.

### حرب 67
في يونيو من عام 1967م، أَمَرَ جميع القوات السعودية للتأهب والاستنفار وتم قطع جميع الإجازات واحتشدت القوات في شمال المملكة، وبعدها جرَى إصدار الأوامر لقوة مقدارها 20 ألف جندي سعودي للتوجه للأردن للمشاركة بجانب القوات العربية. بعد انتهاء الحرب، أَمَرَ قوة سعودية بالبقاء والمرابطة داخل الأراضي الأردنية لتقديم الدعم والمساندة إذا لزم الأمر واستمرت في ذلك لمدة عشرة سنوات قبل أن تعود إلى السعودية.

### حرب أكتوبر

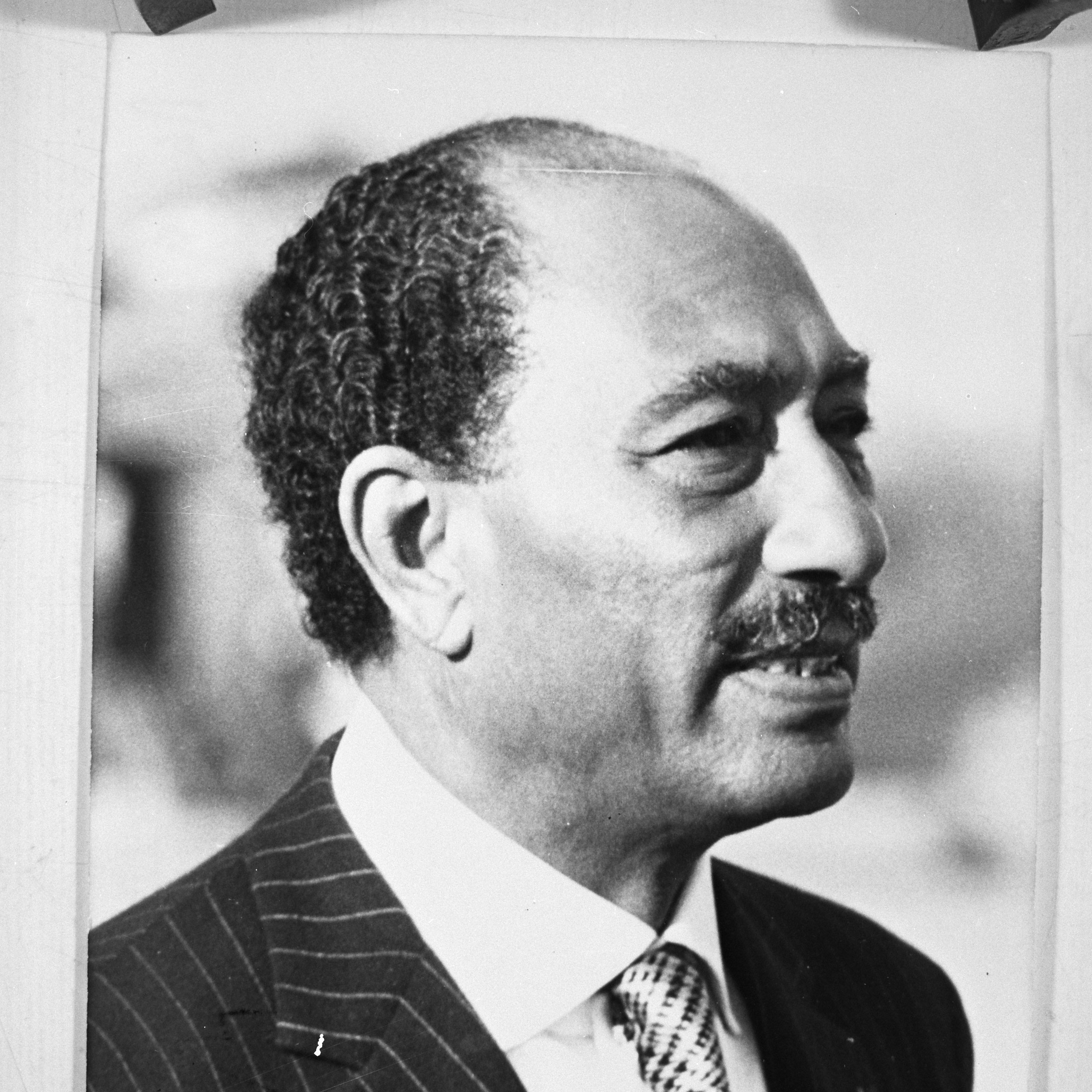
الرئيس المصري أنور السادات كان يتمتع بعلاقات متميزة مع الملك فيصل.

مع تولي أنور السادات الحكم، ازدادت العلاقات السعودية المصرية متانة، واتخذ فيصل بن عبد العزيز قراره التاريخي أثناء حرب أكتوبر بقطع إمدادات البترول عن الولايات المتحدة والدول الداعمة لإسرائيل دعمًا لمصر في هذه الحرب. فسارعت الولايات المتحدة الأمريكية عقب أمر فيصل بإرسال وزير خارجيتها هنري كسنجر في زيارة عاجلة إلى الرياض في 8 نوفمبر 1973، في محاولة لإثناء السعودية عن موقفها الداعم لمصر وسوريا. لكن لم تجد مفاوضات كسنجر مسلكا بين يدي فيصل بن عبد العزيز الذي أعلن عن أن «استئناف تصدير النفط للولايات المتحدة الأمريكية مرهون بانسحاب إسرائيل من الأراضي العربية المحتلة».
بعد تحقق النصر لمصر في حرب أكتوبر، زار الملك فيصل مصر وطاف بموكبه في عدد من المدن المصرية في استقبال شعبي بهيج، وقد رفعت رايات ترحيبية كان من ضمنها لافتة تقول: «مرحبا ببطل معركة العبور "السادات" وبطل معركة البترول "فيصل"».
في حرب أكتوبر لم يقتصر الدور السعودي على قطع النفط فقط، حيث أن القوات السعودية أيضاً شاركت ضمن الجبهة السورية بفوج من المدرعات وبطارية مدفعية وفوج المظلات الرابع ومدرعات لواء الملك عبد العزيز الميكانيكي، وكان عددهم ثلاثة أفواج وبطاريات مدفعية ذاتية، كما قامت بإنشاء جسر جوي لإرسال حوالي 20000 جندي إلى الجبهة السورية. كما أرسلت لواء مشاة لدعم «الجبهة الأردنية».
وتكريمًا لفيصل بن عبد العزيز بسبب موقفه في حرب أكتوبر، أطلقت مصر اسمه على واحد من أكبر شوارع محافظة الجيزة، وهو «شارع فيصل» والذي يمتد لمسافة طولها أكثر من 7 كيلومترات، وهو أحد أشهر الشوارع العمومية بمصر.

### دوره في حظر النفط 1973

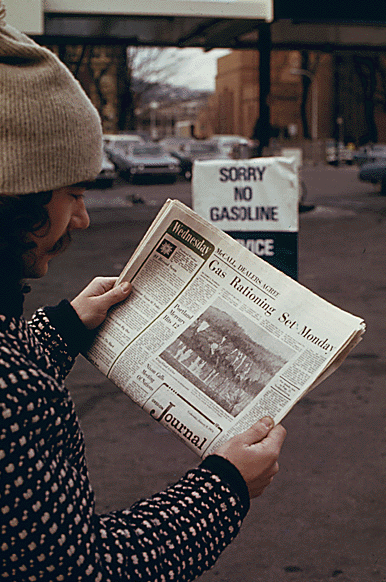
أمريكي يقرأ الصحيفة حول أزمة النفط عام 1974م.

رسم بياني لأسعار النفط وتأثير حظره في عام 1973م في ارتفاع الأسعار.

منذ تولي فيصل بن عبد العزيز الحكم كان يعلن، عن استعداد بلاده لاستعمال النفط كسلاح في معركة العرب مع إسرائيل، فقد أذاع راديو المملكة العربية السعودية في 28 مارس 1965 تصريحًا لفيصل بن عبد العزيز جاء فيه: «إننا نعتبر قضية فلسطين قضيتنا وقضية العرب الأولى، وإن فلسطين بالنسبة لنا أغلى من البترول كسلاح في المعركة إذا دعت الضرورة لذلك، وإن الشعب الفلسطيني لا بد وأن يعود إلى وطنه حتى ولو كلفنا ذلك أرواحنا جميعا».
عندما نشبت حرب 1967 واحتلت إسرائيل الأرض الفلسطينية كلها، وسيناء والجولان، وجزءً من لبنان، كانت هناك دعوات لقطع النفط وأخرى لاستمرار تدفقه مع استخدام جزء من عائداته لدعم الصمود العربي وتقوية الجيوش العربية لتحرير الأراضي العربية المحتلة. وقد حسم فيصل بن عبد العزيز هذا الأمر في مؤتمر قمة الخرطوم الذي عقد في أغسطس 1967 وتقرر فيه دفع مبلغ 135 مليون جنيه إسترليني سنويًا، التزمت المملكة العربية السعودية بدفع مبلغ 50 مليون جنيه إسترليني منها. وظلت سياسة فيصل بن عبد العزيز ثابتة منذ حرب 1967 حتى حرب أكتوبر 1973 تجاه مسألة الاستخدام الإيجابي للنفط في تنفيذ التزاماته بدعم دول الصمود من عائدات النفط.
عندما نشبت حرب أكتوبر 1973 تطور موقف السعودية باتجاه استخدام النفط في المعركة بصورة أكثر تأثيرا في الدول المستهلكة للنفط، حيث بدأت المملكة بتقليص إنتاج النفط إلى 10%، بالإضافة إلى هذه الخطوة صرح وزير النفط السعودي للولايات المتحدة أن السعودية لن تزيد إنتاجها الحالي من النفط، ما لَمْ تبدَّلَ واشنطن موقفها المؤيد لإسرائيل وأشارت صحيفة واشنطن بوست التي نشرت الخبر إلى أن هذه هي أول مرة تربط فيها السعودية علنًا بين تصدير نفطها إلى الولايات المتحدة وبين سياسة واشنطن في الشرق الأوسط.

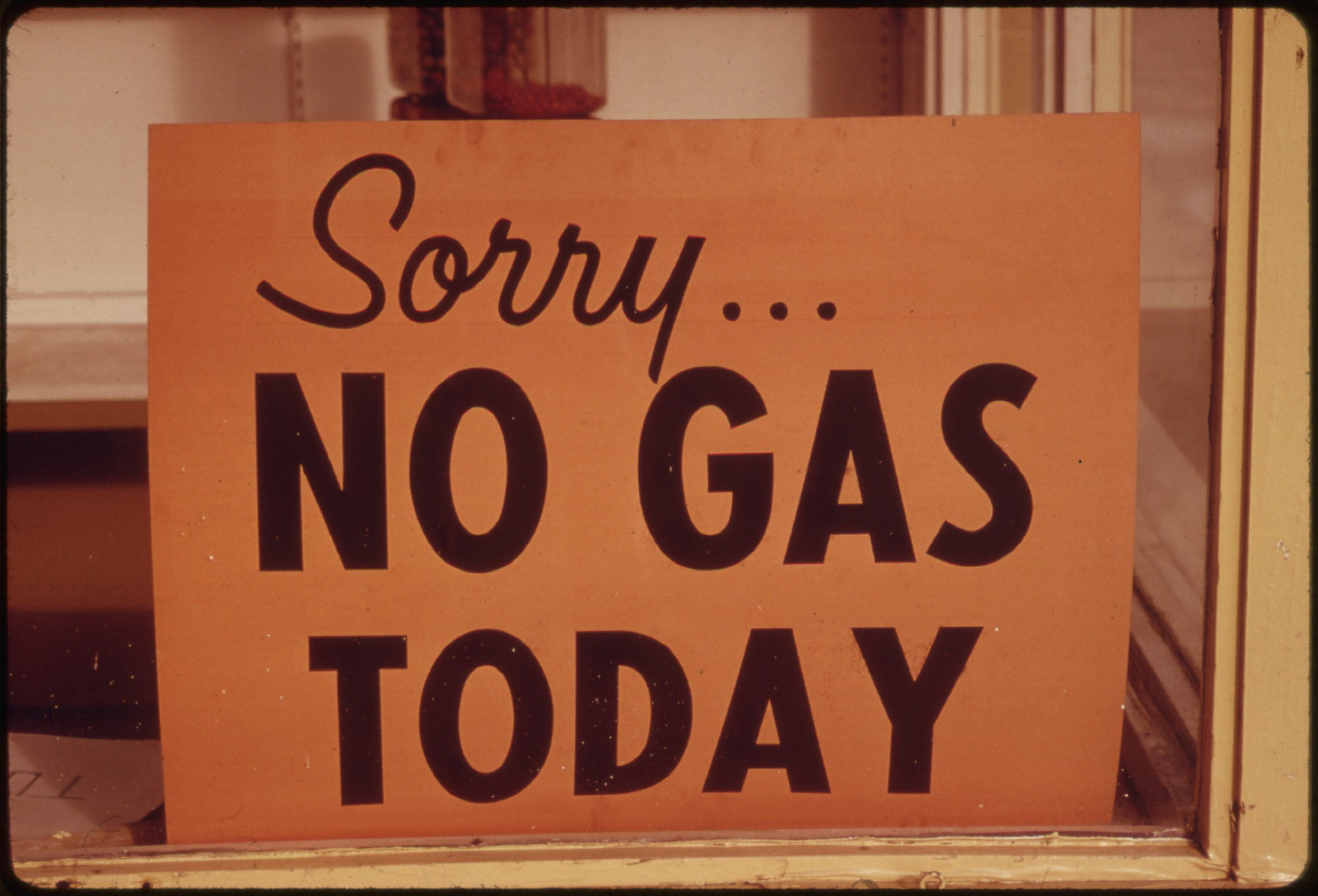
كانت لافتات "لا غاز" مشهدًا مألوفًا في الولايات المتحدة خلال خريف عام 1973.

بدأت أزمة حظر النفط بشكل فعلي في 15 أكتوبر 1973، عندما قرر أعضاء منظمة الدول العربية المصدرة للبترول أوبك بالإضافة إلى مصر وسوريا، بإعلان حظر نفطي «لدفع الدول الغربية لإجبار إسرائيل على الانسحاب من الأراضي العربية المحتلة في حرب 1967». أعلنت أوبك أنها ستوقف إمدادات النفط إلى الولايات المتحدة والبلدان التي تؤيد إسرائيل في صراعها مع سوريا ومصر، وأنها ستستخدم نفوذها على آلية ضبط أسعار النفط في أنحاء العالم من أجل رفع أسعار النفط، بعد فشل المفاوضات مع شركات النفط العظمى التي أطلق عليها «الأخوات السبع». قررت أوبك خفض الإنتاج من النفط، وفرضت حظرًا على شحنات من النفط إلى الغرب، الولايات المتحدة وهولندا تحديدًا، حيث قامت هولندا بتزويد إسرائيل بالأسلحة وسمحت للأميركيين باستخدام المطارات الهولندية لإمداد ودعم إسرائيل. ونتيجة لذلك فإن سعر النفط ارتفع بشكل كبير على الفور، ومع وقوع النظام المالي العالمي بالفعل تحت ضغط من انهيار اتفاق بريتون وودز، أدى ذلك إلى سلسلة طويلة من الركود وارتفاع معدلات التضخم، وفي إطار التحضير لحرب أكتوبر، اجتمع فيصل بن عبد العزيز وأنور السادات في الرياض سراً، في مباحثات للتوصل إلى اتفاق بموجبه يستخدم العرب «سلاح النفط» كجزء من الصراع العسكري القادم.
في 15 سبتمبر أعلنت منظمة الدول المصدرة للنفط (أوبك) بدء التفاوض، لزيادة الأسعار ووضع حد لدعم إسرائيل، على أساس اتفاق طهران عام 1971. وفي 6 أكتوبر قامت مصر وسوريا بمهاجمة إسرائيل في حرب أكتوبر، وبدأت الحرب العربية الإسرائيلية الرابعة. ثم في 16 أكتوبر، أعلنت كل من المملكة العربية السعودية وإيران والجزائر والعراق والإمارات العربية المتحدة والكويت وقطر عن رفع الأسعار من جانب واحد بنسبة 17 ٪ إلى 3.65 دولار للبرميل الواحد، وإعلان خفض الإنتاج. ثم في 17 أكتوبر، وافق وزراء أوبك على استخدام النفط كسلاح لمعاقبة الغرب على دعم إسرائيل في الحرب العربية الإسرائيلية، وبالتوصية بالحظر ضد الدول الموالية لإسرائيل وخفض الصادرات.
أثر الحظر بشكل فوري على مدفوعات الشركات في أوبك، وتضاعفت أسعار النفط أربع مرات بحلول عام 1974 إلى نحو 12 دولارا للبرميل الواحد (75 دولار أمريكي / متر مكعب). وهذه الزيادة في أسعار النفط كان لها آثار كبيرة على الدول المصدرة للنفط، بلدان الشرق الأوسط التي طالما هيمنت عليها القوى الصناعية، وأصبحت تسيطر على سلعة حيوية هامة جدا، وشكل تدفق رأس المال لها مصدرا هاما لتكوين ثروات واسعة.
قامت الدول الأعضاء في أوبك ضمن العالم النامي بتأميم شركات البترول في بلدانهم، وأبرزها، وسيطرت المملكة العربية السعودية على تشغيل شركة أرامكو، وحذت حذوها غيرها من الدول الأعضاء في أوبك. في الوقت نفسه، أنتج الحظر صدمة في الغرب، ففي الولايات المتحدة، أصبح سعر التجزئة للجالون من البنزين ارتفع من متوسط 38.5 سنتا في مايو 1973 إلى 55.1 سنتا في يونيو 1974، وفي الوقت نفسه فقدت بورصة نيويورك للأوراق المالية 97 مليار دولار في قيمة أسهمها في ستة أسابيع. وتعرضت هولندا وتسع دول أخرى لحظر كامل بسبب دعمها لإسرائيل، بينما استمر إمداد المملكة المتحدة وفرنسا تقريبا دون انقطاع، بعد أن رفضوا السماح لأمريكا باستخدام المطارات وحظر الأسلحة والإمدادات إلى كل من العرب والإسرائيليين، بينما تعرضت ستة دول أخرى لتخفيضات جزئية فقط.

## التضامن الإسلامي

### تأسيس منظمة المؤتمر الإسلامي

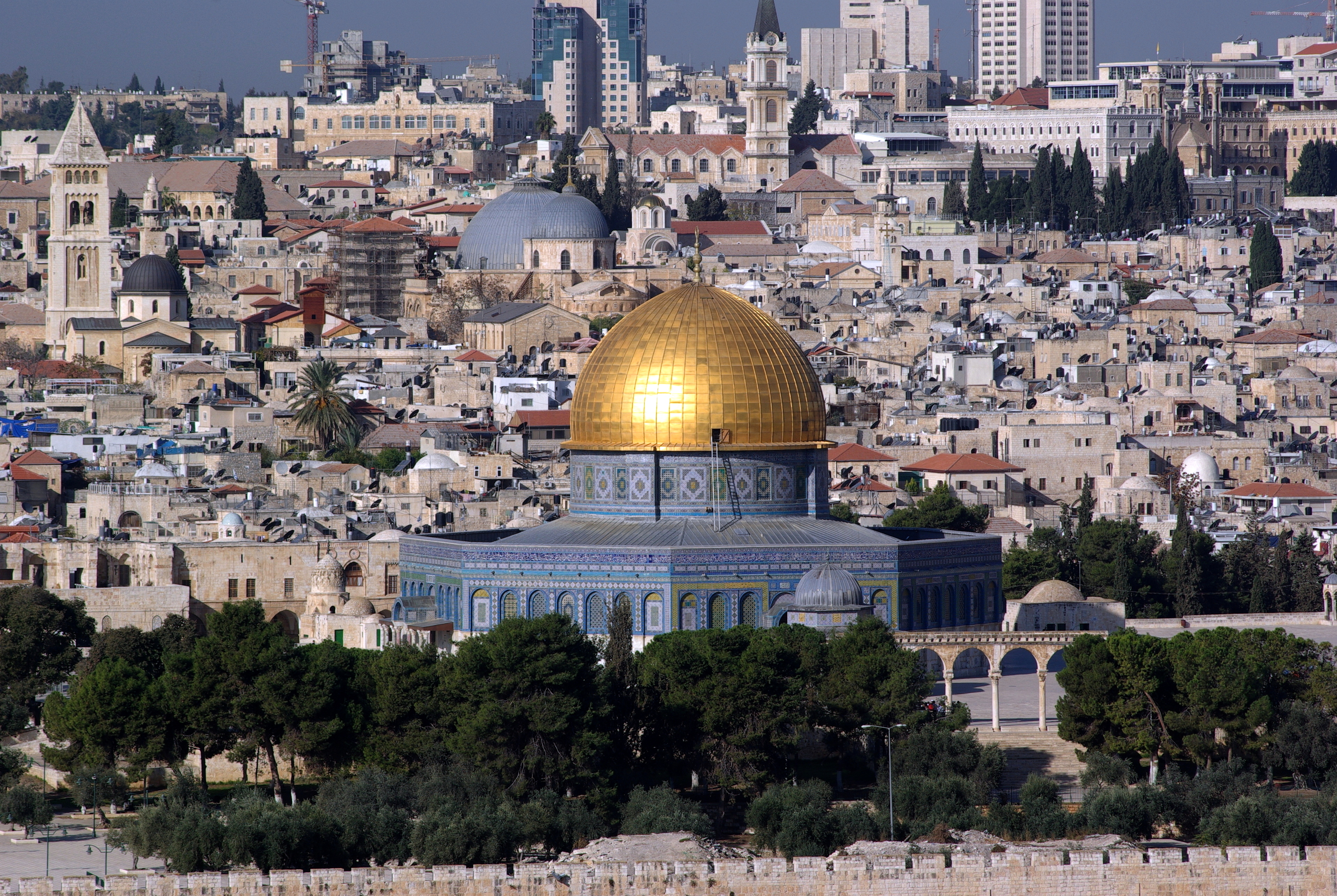
مسجد قبة الصخرة.

تأسست منظمة المؤتمر الإسلامي في مدينة الرباط في 25 سبتمبر 1969، إذ عقد أول اجتماع بين زعماء دول العالم الإسلامي، بعد حريق الأقصى في 21 أغسطس 1969، وشاركت فيه 26 دولةً عربيةً وإسلاميةً. كانت فكرة تأسيس المنظمة تعود لمبادرة من الملك فيصل والملك الحسن الثاني ملك المغرب.
طرح وقتها مبادئ الدفاع عن شرف وكرامة المسلمين المتمثلة في القدس وقبة الصخرة، وذلك كمحاولة لإيجاد قاسم مشترك بين جميع فئات المسلمين، وبعد ستة أشهر من الاجتماع الأول، تبنى المؤتمر الإسلامي الأول لوزراء الخارجية المنعقد في مدينة جدة السعودية في عام 1970، إنشاء أمانة عامة للمنظمة، كي يضمن الاتصال بين الدول الأعضاء وتنسيق العمل. عين وقتها أمين عام واختيرت جدة مقرا مؤقتا للمنظمة، بانتظار تحرير القدس، حيث سيكون المقر الدائم. ثم عقد المؤتمر الإسلامي لوزراء الخارجية جلسته الثالثة، في فبراير من عام 1972، وتُبُنِّيَ وقتها دستور المنظمة، الذي يفترض به تقوية التضامن والتعاون بين الدول الإسلامية في الحقول الاجتماعية والعلمية والثقافية والاقتصادية والسياسية.

### تأسيس البنك الإسلامي للتنمية
البنك الإسلامي للتنمية، مؤسسة مالية دوليـة لدعم وتنمية التقدم الاقتصادي والاجتماعي للدول الأعضاء، أنشئ تطبيقا للبيان الصادر عن مؤتمر وزراء مالية دول منظمة المؤتمر الإسلامي (تسمى الآن منظمة التعاون الإسلامي)، الـذي عقد في مدينة جدة، في شهر ذي القعدة 1393هـ (ديسمبر 1973). رحب فيصل بفكرة البنك وقام بدعمه، وأعلن عن تأسيسه في عام 1973. وانعقـد الاجتماع الافتتاحي لمجلس المحافظين في مدينة الرياض، في شهر رجب 1395هـ (يوليو 1975). وافتتح البنك رسميا في الخامس عشر من شوال 1395هـ (العشرين من أكتوبر 1975).

## العلاقات الدولية

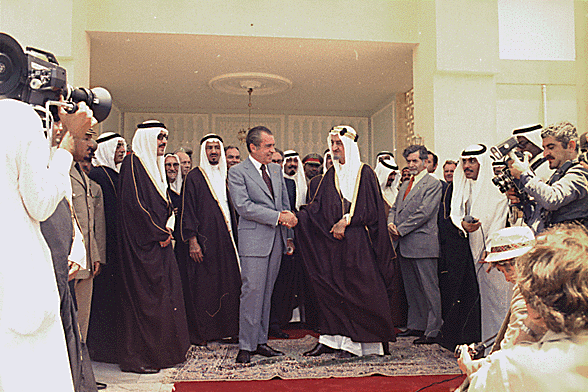
فيصل بن عبد العزيز يستقبل الرئيس الأمريكي ريتشارد نيكسون في الرياض عام 1974.

على مستوى الدول الأجنبية عمل فيصل على تنمية علاقات السعودية مع فرنسا خصوصًا بعد اتجاه الحكومة هناك إلى الوقوف بصف العرب ضد إسرائيل، وتوسَّعت السعودية بعلاقاتها مع فرنسا. وأعطيت شركة «أوكسيراب» وغيرها من الشركات الفرنسية مشاريع مهمة، في السعودية، وأُسِّسَ معمل سلاح في مدينة الخرج، يعمل فيه خبراء فرنسيون. كما أعيد بعهده علاقات السعودية مع بريطانيا بعد زيارته لها في يونيو من عام 1967، وكانت تلك الزيارة تتويجًا لإعادة العلاقة والتي قطعت بعد العدوان الثلاثي على مصر عام 1956 وبدأت بالعودة تدريجيًا من عام 1963، وأخذت الحكومة السعودية بعد إعادة العلاقات مع بريطانيا، تستخدم بعض الفنيين والخبراء البريطانيين في المملكة، وتعاقدت مع بعض الشركات البريطانية الكبرى، وعمل عقود شراء طائرات وأسلحة. كما زار فيصل في مايو من عام 1966 الولايات المتحدة بدعوة رسمية من الرئيس الأمريكي ريتشارد نيكسون، وقد تظاهر اليهود ضد زيارته، كما أنه كان يرفض وجود أي علاقة أو تمثيل سياسي مع الدول الشيوعية وذلك لأنه لم يكن يريد السماح بظهور أي مبدأ يعارض الشريعة الإسلامية في السعودية.

### الزيارات والرحلات الخارجية

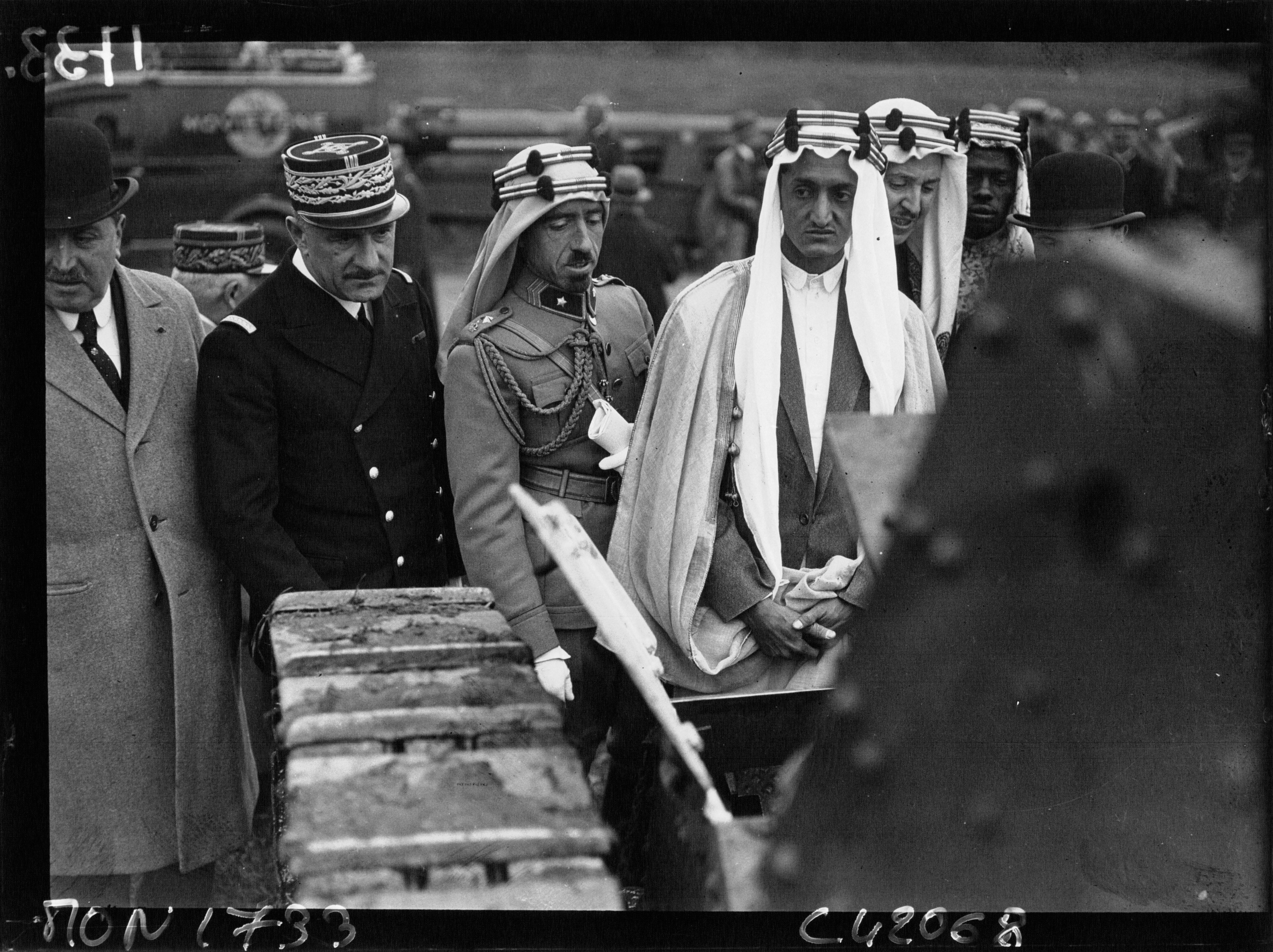
زيارة فيصل لمخيم عسكري في فرنسا عام 1932.

قام الفيصل بأكثر من 50 زيارة خارجية، وكان أبرزها رحلاته للدعوة إلى التضامن الإسلامي، ورحلته التاريخية إلى الشرق الأقصى وأمريكا وفرنسا، وزيارته لتايبيه عاصمة الصين الوطنية، وزيارته لدول المواجهة مع إسرائيل (سوريا، الأردن، ومصر)، ثم ماليزيا، وإندونيسيا، واليابان.
شارك الملك فيصل في كثير من المؤتمرات والقمم والاجتماعات، وكان من أبرزها: مؤتمر الحكومات العربية المستقلة بالقاهرة الذي دعت إليه الحكومة المصرية لبحث قضية فلسطين وكان ذلك في 27 ذي القعدة 1357هـ الموافق 17 يناير 1939. في 18 ذي الحجة 1357هـ الموافق 7 فبراير 1939 ترأس الوفد السعودي لمؤتمر المائدة المستديرة المنعقد في لندن الخاص بالقضية الفلسطينية. كما ترأس وفد بلاده لتوقيع ميثاق إعلان قيام الأمم المتحدة وكان ذلك في مؤتمر سان فرانسيسكو المنعقد في 26 يونيو 1945.

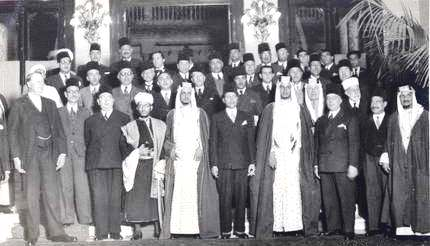
فيصل ضمن أعضاء الوفود المشاركة في الإجتماع التحضيري لإعداد بروتوكول الإسكندرية الذي أدى إلى إنشاء جامعة الدول العربية عام 1945 – الإسكندرية في سبتمبر 1944.

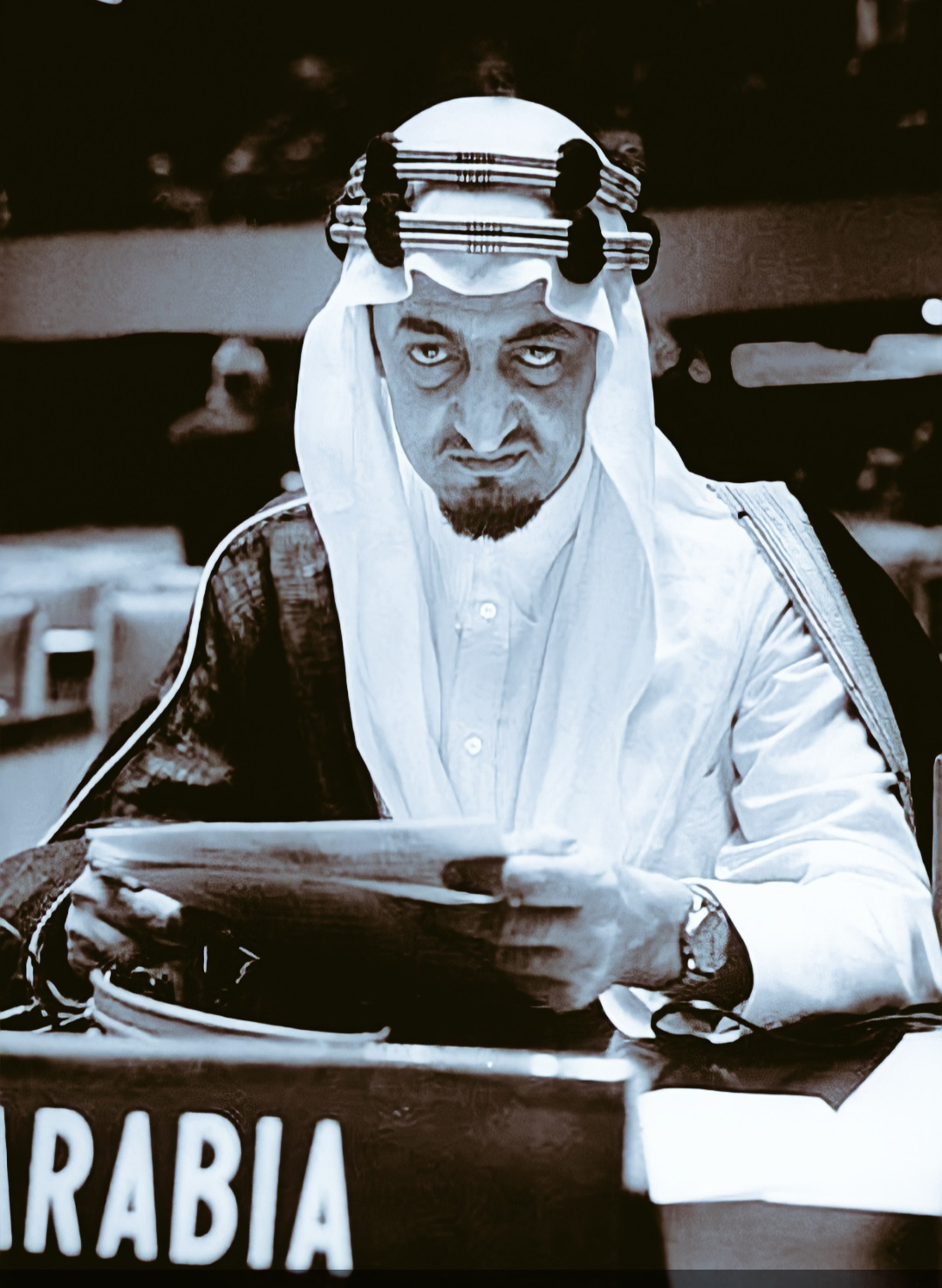
فيصل يجلس على طاولته في اجتماع في الأمم المتحدة إبان توليه منصب وزير الخارجية.

حضر الدورة الأولى للأمم المتحدة في لندن بتاريخ 7 صفر 1365هـ الموافق 10 يناير 1946، بصفته وزيراً للخارجية، ورئيس الوفد السعودي إلى الجمعية العمومية للأمم المتحدة.
في 7 شوال 1365هـ الموافق 2 سبتمبر 1946 ترأس الوفد السعودي في مؤتمر الإسكندرية الذي دعت إليه الجامعة العربية، لمعالجة قضية فلسطين. تَلَى ذلك مؤتمر لندن الذي استمر في الفترة ما بين 15 شوال إلى 7 ذي القعدة 1365هـ الموافق 10 سبتمبر إلى 2 أكتوبر 1946، حيث ترأس وفد بلاده في ذلك المؤتمر الخاص بمناقشة القضية الفلسطينية.
كما حضر الدورة الثانية للأمم المتحدة لبحث قضية فلسطين في 22 شوال 1366هـ الموافق 10 سبتمبر 1947، وعارض مشروع التقسيم بشدة. كما شارك في الاجتماعات بالهيئة الدولية بعد قرارها تقسيم فلسطين رقم (181)، الصادر في 17 محرم 1367هـ الموافق 29 نوفمبر 1947. كما ترأس وفد بلاده إلى اجتماعات الأمم المتحدة بنيويورك في 19 محرم 1367هـ الموافق 29 نوفمبر 1947، وكان ذلك بعد إقرار تقسيم فلسطين وأعلن شجبه للقرار.
بالإضافة إلى تواجده في الدورة الخاصة للأمم المتحدة في ليك ساكسيس حول القضية الفلسطينية وكان ذلك بتاريخ 13 رجب 1367هـ الموافق 21 مايو 1948. في 20 شوال 1367هـ الموافق 25 سبتمبر 1948 ترأس المجموعة العربية في دورة الأمم المتحدة التي عقدت في باريس لبحث قضية فلسطين.
أما في 26 ربيع الآخر 1370هـ الوافق 2 فبراير 1951 فقد وقع باسم بلاده معاهدة الدفاع العربي المشترك التي عقدت بين دول الجامعة العربية.
كما ترأس الوفد السعودي في مؤتمر لندن الذي عقد في 6 ذي القعدة 1370هـ الموافق 8 أغسطس 1951، وذلك لبحث مسألة الحدود البحرية بين المملكة وكل من البحرين والكويت، ولبحث مسألة البريمي مع بريطانيا. ترأس أيضاً الوفد السعودي للاجتماع الطارئ لرؤساء الحكومات العربية بالقاهرة 28 جمادى الأولى 1374هـ الموافق 22 يناير 1955، الذي دعت إليه الجامعة العربية لبحث موضوع حلف بغداد. كما حضر اجتماعات مجلس الجامعة العربية بالقاهرة 7 شعبان 1374هـ الموافق 31 مارس 1955، وذلك لبحث عرض قضية فلسطين على مؤتمر باندونغ بإندونيسيا، وقام لاحقاً بترؤس الوفد السعودي إلى مؤتمر باندونغ (الأفروآسيوي) الذي عُقد في باندونغ بإندونيسيا وكان ذلك في 25 شعبان 1374هـ الموافق 18 أبريل 1955.

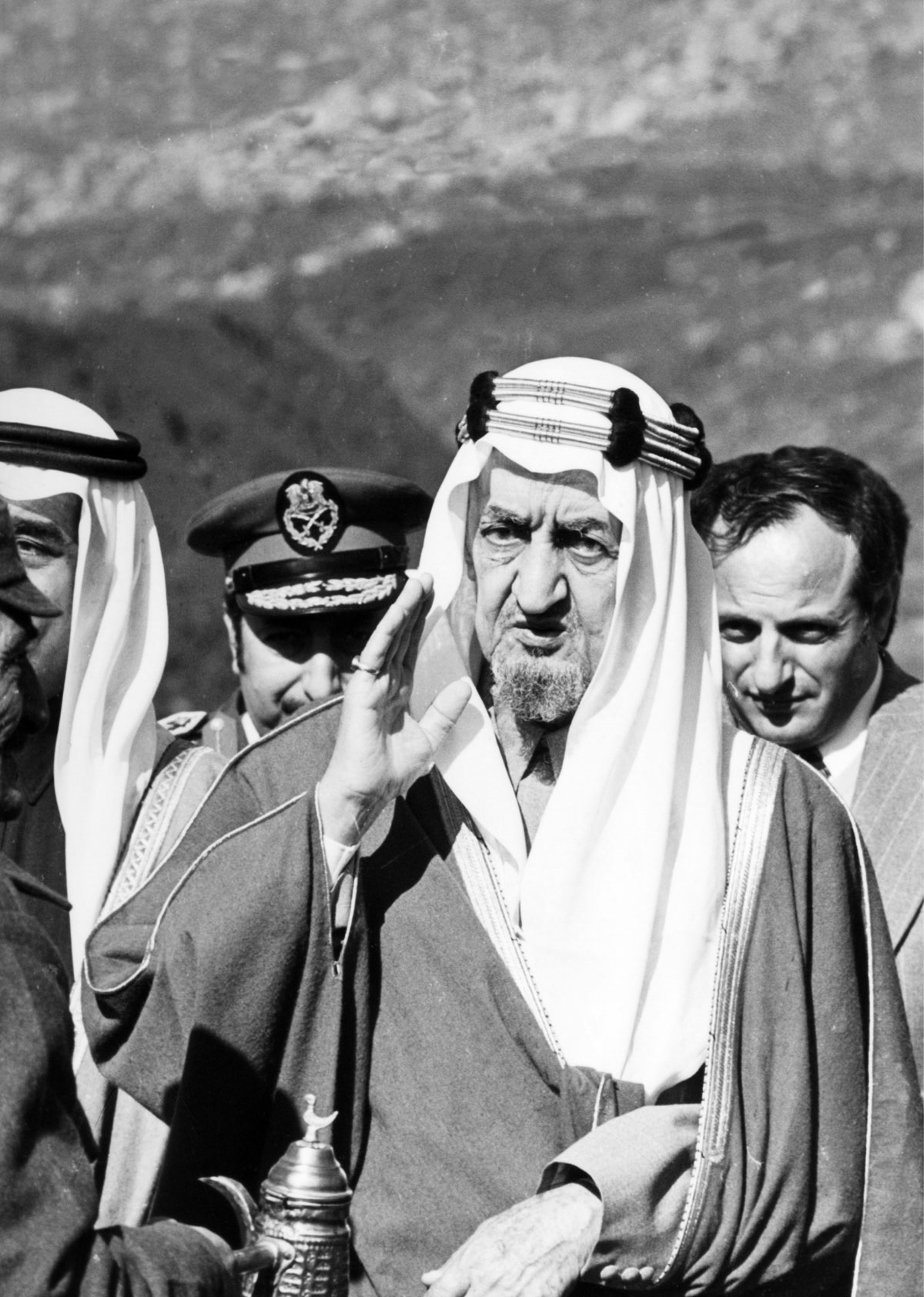
الملك فيصل على هضبة الجولان السورية، خلال زيارة إلى سوريا عام 1975.

شارك في مؤتمر الملوك والرؤساء العرب، المنعقد في بيروت، للتباحث في شأن العدوان الثلاثي على مصر، وكان ذلك في 10 ربيع الآخر 1376هـ الموافق 13 نوفمبر 1956. كما شارك في مؤتمر وزراء الخارجية العرب في 29 رمضان 1378هـ الموفق 7 أبريل 1959، المنعقد في بيروت لبحث موقف الحكومة العراقية المعادي للجمهورية العربية المتحدة. في 28 صفر 1379هـ الموافق 1 سبتمبر 1959 حضر مؤتمر وزراء الخارجية العرب في الدار البيضاء الذي خصص للبحث في قضيتي الجزائر وفلسطين. أما في 16 ربيع الآخر 1382هـ الموافق 15 سبتمبر 1962 حضر اجتماعات الأمم المتحدة في نيويورك، وشارك في اجتماع وزار الخارجية العرب الذي عقد هناك. ترأس الوفد السعودي في الدورة العادية للأمم المتحدة، وذلك في شهر ربيع الآخر 1383هـ الموافق لشهر سبتمبر 1963. في 28 شعبان 1383هـ الموافق 13 يناير 1964 حضر مع أخيه الملك سعود، مؤتمر القمة العربي الأول في القاهرة المنعقد في الفترة ما بين (13 - 17 يناير 1964). وقد خصصت قمة القاهرة لبحث تحويل إسرائيل لمجرى نهر الأردن. شارك في مؤتمر القمة العربي الثاني المنعقد في الإسكندرية في (5 - 11 سبتمبر 1964)، حيث رأس الوفد السعودي بصفته نائباً للملك، وقد ترأس جلسات المؤتمر وأدارها. كما شارك في مؤتمر الدول غير المنحازة، نيابة عن أخيه الملك سعود، المؤتمر الذي عقد في القاهرة، وذلك في 29 جمادى الأولى 1384هـ الموافق 6 أكتوبر 1964. ترأس وفد بلاده إلى مؤتمر القمة العربي الثالث في الدار البيضاء، وذلك في الفترة ما بين (13 - 17 سبتمبر 1965) كما ترأس الوفد السعودي إلى مؤتمر القمة العربي الرابع في الخرطوم، وذلك في الفترة ما بين (29 أغسطس - 2 سبتمبر 1967).
تلى ذلك مؤتمر القمة الرابع لدول عدم الانحياز، حيث ترأس وفد بلاده في 8 شعبان 1393هـ الموافق 5 سبتمبر 1973 نجح في عقد قمة مصغرة بالقاهرة، بين كل من الرئيس المصري أنور السادات، والرئيس السوري حافظ الأسد، والملك حسين ملك الأردن لإزالة الخلافات القائمة استعداداً للمعركة، وذلك في 12 شعبان 1393هـ الموافق 10 سبتمبر 1973. ترأس وفد بلاده إلى مؤتمر القمة العربي السادس في الجزائر، وذلك في الفترة ما بين (26 - 28 نوفمبر 1973). تلاها ترؤسه وفد بلاده إلى مؤتمر القمة العربي السابع في الرباط، وذلك في الفترة ما بين (26 - 29 أكتوبر 1974).
| الدولة /الدول    | الصفة الرسمية        | الغرض من الزيارة | من                                            | إلى                                   | م.              |
| ---------------- | -------------------- | --- | --------------------------------------------- | ------------------------------------- | --------------- |
| أوروبا           | نائب الملك في الحجاز | رحلته السياسية الثانية إلى أوروبا، فزار بريطانيا وهولندا وفرنسا. | 5 ربيع الأول 1345 / 15 سبتمبر 1926            | 1جمادى الأولى 1345هـ / 6 نوفمبر 1926. | [ 123 ]         |
| أوروبا           | وزير الخارجية        | رحلتة السياسية الثالثة لأوروبا، التي زار فيها إيطاليا، وسويسرا، وفرنسا، وبريطانيا، وهولندا، وألمانيا، وبولونيا، والاتحاد السوفيتي. | 6 ذي الحجة 1350 هـ / 13 أبريل 1932            | 14 ربيع الأول 1351هـ/18 يوليو 1932.   | [ 123 ]         |
| تركيا            | وزير الخارجية        | زار البلاد ممثلاً لوالده الملك عبد العزيز والتقى بالرئيس مصطفى كمال أتاتورك. | عام 1932                                      |                                       | [ 123 ] [ 124 ] |
| إيران            | وزير الخارجية        | |                                               |                                       | [ 123 ]         |
| العراق           | وزير الخارجية        | |                                               |                                       | [ 123 ]         |
| الكويت           | وزير الخارجية        | |                                               |                                       | [ 123 ]         |
| مصر              | وزير الخارجية        | ترأس وفد بلاده إلى مؤتمر الحكومات العربية المستقلة، المنعقد في القاهرة لبحث قضية فلسطين، الذى دعت اليه الحكومة المصرية. وقابل الملك فاروق الأول ملك مصر. وكان قد غادر جدة بالباخرة إلى السويس يوم 18 ذي القعدة 1357هـ/ 8 يناير 1939، ورافقه أخوه الأمير خالد بن عبد العزيز. | 27 ذي القعدة 1357 هـ / 17 يناير 1939          |                                       | [ 123 ]         |
| المملكة المتحدة  | وزير الخارجية        | غادر الإسكندرية مع بقية الوفود العربية إلى لندن لبحث القضية الفلسطينية مع المسؤولين البريطانيين. | 3 ذي الحجة 1357 هـ / 23 يناير 1939            |                                       | [ 123 ]         |
| المملكة المتحدة  | وزير الخارجية        | ترأس الوفد السعودي في مؤتمر المائدة المستديرة المنعقد في لندن حول القضية الفلسطينية. | 18 ذي الحجة 1357 هـ / 7 فبراير 1939           |                                       | [ 123 ]         |
| البحرين          | وزير الخارجية        | رافق والده الملك عبد العزيز في زيارته للبحرين، بدعوة من أمير البحرين الشيخ حمد آل خليفة. | 12 ربيع الأول 1358 هـ / 2 مايو 1939           |                                       | [ 123 ]         |
| الولايات المتحدة | وزير الخارجية        | زيارة، نيابة عن والده، بدعوة من الرئيس الأمريكي فرانكلين روزفلت. ورافقه أخوه الأمير خالد بن عبد العزيز. | 26 رمضان 1362 هـ / 25 سبتمبر 1943             |                                       | [ 123 ]         |
| المملكة المتحدة  | وزير الخارجية        | زيارة بريطانيا في طريق عودته من أمريكا، ومقابلته الملك جورج السادس، ورئيس الوزراء ونستون تشرشل. | 21 ذي القعدة 1362هـ / 19 سبتمبر 1943          |                                       | [ 123 ]         |
| الجزائر          | وزير الخارجية        | اجتماع مع الجنرال الفرنسي شارل ديغول في الجزائر، الذي شكل حكومة فرنسا الحرة في المنفى. | 4 ذي الحجة 1362هـ / أول ديسمبر 1943           |                                       | [ 123 ]         |
| تونس             | وزير الخارجية        | زيارة تونس، يرافقه أخيه خالد، وزارا الزيتونة والباي محمد الأمين. | 15ذي الحجة 1362هـ / 12 ديسمبر 1943            |                                       | [ 123 ] [ 125 ] |
| مصر              | وزير الخارجية        | زيارة مصر. أمضى بها عشرة أيام ثم عاد إلى الرياض | 16ذي الحجة 1362هـ / 13 ديسمبر 1943            | 25ذي الحجة 1362هـ / 22 ديسمبر 1943م   | [ 123 ]         |
| الولايات المتحدة | وزير الخارجية        | ترؤس وفد بلاده إلى مؤتمر سان فرانسيسكو، للتوقيع على ميثاق إعلان قيام الأمم المتحدة، يوم 26 يونيو 1945. | 13 جمادى الأولى 1364 هـ / 25 أبريل 1945       |                                       | [ 123 ]         |
| المملكة المتحدة  | وزير الخارجية        | زار لندن، وألتقى كبار الساسة البريطانيين وعلى رأسهم كليمنت أتلي رئيس الوزارة البريطانية، ووزير خارجيته إرنست بفين، وتباحثوا في مشكلة فلسطين. ثم غادر لندن إلى القاهرة في أول سبتمبر 1945. ويصل الإسكندرية في 4 سبتمبر 1945، ويقضي فيها أياماً للراحة. | 20 رمضان 1364 هـ / 28 أغسطس 1945              |                                       | [ 123 ]         |
| المملكة المتحدة  | وزير الخارجية        | يحضر الدورة الأولى للأمم المتحدة في لندن بوصفه وزير الخارجية، ورئيس الوفد السعودي إلى الجمعية العمومية للأمم المتحدة. | 7 صفر 1365 هـ / 10 يناير 1946م                |                                       | [ 123 ]         |
| مصر              | وزير الخارجية        | يصل للقاهرة، ثم غادرها على متن الطائرة إلى جدة في 27 فبراير 1946. | 21 ربيع الأول 1365 هـ / 22 فبراير 1946        | 27 فبراير 1946                        | [ 123 ]         |
| سوريا            | وزير الخارجية        | يزور سوريا مع أخيه الأمير منصور للمشاركة في احتفالات جلاء الفرنسيين عنها، ويلتقي الرئيس السوري شكري القوتلي. | 16 جمادى الأولى 1365 هـ / 17 أبريل 1946       |                                       | [ 123 ]         |
| مصر              | وزير الخارجية        | يصل القاهرة، وعاد إلى جدة بالطائرة في 18 أغسطس 1946. | 14 رمضان 1365 هـ / 11 أغسطس 1946              |                                       |                 |
| مصر              | وزير الخارجية        | رأس الوفد السعودي إلى مؤتمر الإسكندرية، الذي دعت إليه الجامعة العربية، لمعالجة قضية فلسطين. وعقب المؤتمر سافر مع بقية الوفود العربية إلى لندن، لمواصلة المناقشات مع المسؤولين البريطانيين. | 7 شوال 1365هـ / 2 سبتمبر 1946                 |                                       |                 |
| المملكة المتحدة  | وزير الخارجية        | ترأس وفد بلاده في مؤتمر لندن الخاص بمناقشة القضية الفلسطينية. | 15 شوال 1365هـ / 10 سبتمبر 1946               | 7 ذي القعدة 1365هـ / 2 أكتوبر 1946    |                 |
| الولايات المتحدة | وزير الخارجية        | توجه إلى الولايات المتحدة بعد حضور دورة للأمم المتحدة في لندن، وسافر إلى الولايات المتحدة ليلتقي بالرئيس الأمريكي هاري ترومان بواشنطن في يوم 20 محرم 1366هـ/ 14 ديسمبر 1946. | 19 محرم 1366هـ / 13 ديسمبر 1946               |                                       |                 |
| مصر              | وزير الخارجية        | يصل القاهرة قادماً من لندن، ثم غادرها إلى عمّان، تلبية لدعوة من الملك عبد الله بن الحسين ملك الأردن. ووصل إلى مطار اللدّ بفلسطين في 8 صفر 1366 / 31 ديسمبر 1946، ثم استقل طائرة إلى عمّان، فاستقبل بها بحفاوة. | 4 صفر 1366هـ / 27 ديسمبر 1946                 |                                       |                 |
| الولايات المتحدة | وزير الخارجية        | شارك في الدورة الثانية للأمم المتحدة لبحث قضية فلسطين، وعارض مشروع التقسيم بشدة. كما شارك في الاجتماعات بالهيئة الدولية بعد قرارها تقسيم فلسطين رقم (181)، الصادر في 17 محرم 1367 / 29 نوفمبر 1947. | 22 شوال 1366هـ / 10 سبتمبر 1947               |                                       |                 |
| الولايات المتحدة | وزير الخارجية        | ترأس الأمير فيصل وفد بلاده إلى اجتماعات الأمم المتحدة بنيويورك بعد إقرار تقسيم فلسطين وأعلن شجبه للقرار. | 19 محرم 1367 هـ / 29 نوفمبر 1947              |                                       |                 |
| مصر              | وزير الخارجية        | وصل إلى القاهرة قادماً من الولايات المتحدة.وشارك في مؤتمر رؤساء وممثلي الحكومات العربية في القاهرة الذي خصص لمناقشة الوضع في فلسطين بعد قرار التقسيم. والتقي الملك فاروق في قصر القبة في 17 ديسمبر 1947. | 24 محرم 1367 هـ / 8 ديسمبر 1947               |                                       |                 |
| الولايات المتحدة | وزير الخارجية        | شهد مناقشات الدورة الخاصة للأمم المتحدة في ليك ساكسس حول القضية الفلسطينية. ثم انتقل إلى لندن في 01-06- 1948، وتباحث معإرنست بفين، وزير الخارجية البريطاني. ثم غادر لندن في 21-06- 1948، وبعد أن قضى بعض الوقت في أوروبا عاد إلى بلاده مرورا بالقاهرة التي وصلها 26/6/1948م. | 13 رجب 1367 هـ / 21 مايو 1948                 |                                       |                 |
| فرنسا            | وزير الخارجية        | شارك في دورة الأمم المتحدة التي عقدت في باريس لبحث قضية فلسطين، ورأس المجموعة العربية. | 20 شوال 1367هـ / 25 سبتمبر 1948               |                                       |                 |
|                  | وزير الخارجية        | يوقع ـ باسم بلاده ـ معاهدة الدفاع العربي المشترك التي عقدت بين دول الجامعة العربية. | 26 ربيع الآخر 1370هـ / 2 فبراير 1951          |                                       |                 |
| المملكة المتحدة  | وزير الخارجية        | ترأس الوفد السعودي في مؤتمر لندن، الذي عقد لبحث مسألة الحدود البحرية بين المملكة وكل من البحرين والكويت، ولبحث مسألة البريمي مع بريطانيا. | 6 ذي القعدة 1370هـ / 8 أغسطس 1951             |                                       |                 |
| الولايات المتحدة | وزير الخارجية        | يزور أمريكا ويلتقي الرئيس الأمريكي أيزنهاور، ووزير الخارجية جون دالاس. | 17 جمادى الآخرة 1372هـ / 2 مارس 1953          |                                       |                 |
| مصر              | وزير الخارجية        | ترأس الوفد السعودي إلى الاجتماع الطارئ لرؤساء الحكومات العربية بالقاهرة، الذي دعت إليه الجامعة العربية لبحث موضوع حلف بغداد. | 28 جمادى الأولى 1374هـ / 22 يناير 1955        |                                       |                 |
| مصر              | وزير الخارجية        | شارك في اجتماعات مجلس الجامعة العربية بالقاهرة لبحث عرض قضية فلسطين على مؤتمر باندونغ بإندونيسيا. | 7 شعبان 1374هـ / 31 مارس 1955                 |                                       |                 |
| إندونيسيا        | وزير الخارجية        | ترأس الوفد السعودي إلى المؤتمر الأفروآسيوي في باندونغ بإندونيسيا. | 25 شعبان 1374هـ / 18 أبريل 1955               |                                       |                 |
| لبنان            | وزير الخارجية        | حضر مؤتمر الملوك والرؤساء العرب، المنعقد في بيروت، للتباحث في شأن العدوان الثلاثي على مصر. | 10 ربيع الآخر 1376هـ / 13 نوفمبر 1956         |                                       |                 |
| الولايات المتحدة | وزير الخارجية        | اجتمع مع الرئيس الأمريكي أيزنهاور في البيت الأبيض. | 29 صفر 1377هـ / 23 سبتمبر 1957                |                                       |                 |
| مصر              | وزير الخارجية        | العودة من أمريكا عن طريق القاهرة، وأمضى بها شهراً. ووصل إلى المملكة في 14 رجب 1377هـ/ أول فبراير 1958، وذهب إلى الصيد والقنص. | 23 جمادى الآخرة 1377هـ / 3 يناير 1958         |                                       |                 |
| مصر              | وزير الخارجية        | يزور القاهرة، ويجتمع مع الرئيس المصري جمال عبد الناصر، لرأب الصدع في العلاقات بين البلدين. | 30 محرم 1378هـ / 15 أغسطس 1958                |                                       |                 |
| لبنان            | وزير الخارجية        | حضور مؤتمر وزراء الخارجية العرب في بيروت لبحث موقف الحكومة العراقية المعادي للجمهورية العربية المتحدة. | 29 رمضان 1378هـ / 7 أبريل 1959                |                                       |                 |
| المغرب           | وزير الخارجية        | حضور مؤتمر وزراء الخارجية العرب في الدار البيضاء الذي خصص للبحث في قضيتي الجزائر وفلسطين. | 28 صفر 1379هـ / 1 سبتمبر 1959                 |                                       |                 |
| الولايات المتحدة | وزير الخارجية        | السفر إلى نيويورك لحضور اجتماعات الأمم المتحدة، ومشاركته في اجتماع وزار الخارجية العرب الذي عقد هناك. | 16 ربيع الآخر 1382 هـ / 15 سبتمبر 1962        |                                       |                 |
| الولايات المتحدة | وزير الخارجية        | لقاء الرئيس الأمريكي جون كيندي ثم استدعاء الملك سعود له على أثر وقوع الانقلاب في اليمن. يغادر الولايات المتحدة، ويعود إلى الرياض. | 7 جمادى الأولى 1382 هـ / 5 أكتوبر 1962        |                                       |                 |
| الولايات المتحدة | وزير الخارجية        | ترأس الوفد السعودي للدورة العادية للأمم المتحدة. | ربيع الآخر 1383 هـ / سبتمبر 1963              |                                       |                 |
| مصر              | وزير الخارجية        | حضر مع أخيه الملك سعود مؤتمر القمة العربي الأول بالقاهرة الذي خصص لبحث تحويل إسرائيل لمجرى نهر الأردن. | 28 شعبان 1383 هـ / 13 يناير 1964              |                                       |                 |
| مصر              | نائب الملك           | رأس بوصفه نائباً للملك الوفد السعودي إلى مؤتمر القمة العربي الثاني في الإسكندرية، وترأس جلسات المؤتمر وأدارها. اجتمعه بالرئيس المصري جمال عبد الناصر عقب المؤتمر (في 14 سبتمبر 1964)، والتباحث معه في مشكلة اليمن، وصدور بيان الإسكندرية بين البلدين. | 28 ربيع الآخر 1384 هـ/ 4 سبتمبر 1964          |                                       |                 |
| مصر              | نائب الملك           | حضر نيابة عن أخيه الملك سعود، مؤتمر الدول غير المنحازة في القاهرة، واجتماعه أيضاً بالرئيس المصري جمال عبد الناصر (13 أكتوبر 1964)، وصدور بيان مشترك عن هذا الاجتماع حول التعاون لحل مشكلة اليمن. | 29 جمادى الأولى 1384 هـ / 6 أكتوبر 1964       |                                       |                 |
| مصر              | ملك السعودية         | يزور مصر في أول زيارة له بعد توقيع اتفاق جدة، ويجتمع مع الرئيس جمال عبدالناصر في الإسكندرية قبل انعقاد مؤتمر القمة العربي الثالث في الدار البيضاء، وينجح في ثنيه عن عدم حضور المؤتمر. | 13 جمادى الأولى 1385 هـ / 8 سبتمبر 1965       |                                       |                 |
| المغرب           | ملك السعودية         | ترأس وفد بلاده إلى مؤتمر القمة العربي الثالث في الدار البيضاء. | 17 جمادى الأولى 1385 هـ / 16 سبتمبر 1965      |                                       |                 |
| إيران            | ملك السعودية         | يبدأ رحلاته للدعوة إلى التضامن الإسلامي. يبدأها بزيارة إيران، بدعوة من الشاه محمد رضا بهلوي. الشاه والفيصل يعلنان تأييدهما لمؤتمر قمة إسلامي للبحث فيما يهم المسلمين. | 15 شعبان 1385 هـ / 8 ديسمبر 1965              |                                       |                 |
| الكويت           | ملك السعودية         | يزور الكويت زيارة قصيرة في طريق عودته من إيران. | 20 شعبان 1385 هـ / 13 ديسمبر 1965             |                                       |                 |
| الأردن           | ملك السعودية         | يزور الأردن، ويعلن مع الملك حسين تأييدهما للدعوة إلى التضامن الإسلامي. ويتبرع بمبلغ 280 ألف دولار للمسجد الأقصى. | 6 شوال 1385 هـ / 27 يناير 1966                | 1 فبراير 1966                         |                 |
| السودان          | ملك السعودية         | زيارة للسودان للدعوة إلى التضامن الإسلامي، وتباحث مع الرئيس السوداني إسماعيل الأزهري في الخرطوم. ويعلنان تأييدهما للدعوة إلى التضامن الإسلامي. | 13 ذي القعدة 1385 هـ / 5 مارس 1966م           | 13 مارس 1966                          |                 |
| باكستان          | ملك السعودية         | يزور باكستان، ويؤكد مع الرئيس الباكستاني محمد أيوب خان في كراتشي إيمانهما بالدعوة إلى تضامن المسلمين. | 28 ذي الحجة 1386 هـ / 19 أبريل 1966           | 24 أبريل 1966                         |                 |
| إسبانيا          | ملك السعودية         | يزور أسبانيا، ويلتقي الجنرال فرانسيسكو فرانكو في زيارة تستمر خمسة أيام. | 27 صفر 1386 هـ / 15 يونيو 1966                | 1 ربيع الأول 1386 هـ                  |                 |
| الولايات المتحدة | ملك السعودية         | يزور واشنطن بدعوة رسمية من الرئيس الأمريكي ليندون جونسون، ويغادر نيويورك في 30 يونيو. | 1 ربيع الأول 1386 هـ / 21 يونيو 1966          | 3 ربيع الأول 1386 هـ / 23 يونيو 1966  | [ 126 ]         |
| تركيا            | ملك السعودية         | يزور تركيا ويعلن فيها إننا نستمد قوتنا وإرادتنا من الدين الإسلامي. | 13ـ19 جمادى الأولى 1386 هـ / 29 أغسطس 1966    |                                       | [ 127 ]         |
| المغرب           | ملك السعودية         | يزور المغرب، ويعلن مع الملك الحسن الثاني في الرباط التأييد للتضامن العربي. | 19-27 جمادى الأولى 1386 هـ / 4 سبتمبر 1966    |                                       |                 |
| غينيا            | ملك السعودية         | يزور كوناكري عاصمة غينيا، ويعلن مع الرئيس أحمد سيكوتوري تمسكهما بالإسلام. | 27 ـ 30 جمادى الأولى 1386 هـ / 11 سبتمبر 1966 |                                       |                 |
| مالي             | ملك السعودية         | يزور باماكو عاصمة مالي، ويجتمع بالرئيس موديبو كيتا، ويؤكدان أن تساند الشعوب الإسلامية وتضامنها أمر ضروري. | 30 جمادى الأولى 1386 هـ / 15 سبتمبر 1966      | 3 جمادى الآخرة 1386 هـ                |                 |
| تونس             | ملك السعودية         | يزور تونس ويجتمع إلى الرئيس الحبيب بورقيبة، ويعلنان ضرورة تضامن الدول الإسلامية. | 3 جمادى الآخرة 1386 هـ / 19 سبتمبر 1966       | 10 جمادى الآخرة 1386 هـ               |                 |
| المملكة المتحدة  | ملك السعودية         | يزور لندن بدعوة رسمية من الملكة اليزابيث، ويجري مباحثات مع هارولد ويلسون رئيس الوزارة. | 29 محرم 1387 هـ / 8 مايو 1967                 | 9–17 مايو 1967                        | [ 128 ]         |
| المملكة المتحدة  | ملك السعودية         | يجتمع مع سفراء الدول العربية في لندن، وبروكسل ويخطرهم أن إسرائيل تنوي القيام بهجوم على البلدان العربية المجاورة لها، وأن على الدول العربية أن تبدأ هي بالهجوم. | 16 صفر 1387 هـ / 26 مايو 1967                 |                                       |                 |
| بلجيكا           | ملك السعودية         | يغادر لندن إلى بروكسل في زيارة لبلجيكا ويلتقي بالملك بودوان. | 20 صفر 1387 هـ / 29 مايو 1967                 |                                       |                 |
| فرنسا            | ملك السعودية         | يزور فرنسا، ويجتمع بالرئيس الفرنسي شارل ديغول، ثم يعرج على جنيف. ويعود إلى بلاده حيث يصل الظهران في 26 صفر 1387هـ/ 4 يونيو 1967. | 23 صفر 1387 هـ / 1 يونيو 1967                 |                                       |                 |
| السودان          | ملك السعودية         | يترأس الوفد السعودي إلى مؤتمر القمة العربي في الخرطوم. ويلتقي الرئيس جمال عبد الناصر. المؤتمر يقرر: لا صلح، ولا اعتراف، ولا تفاوض مع إسرائيل. ويقرر إعادة ضخ البترول إلى الغرب. المؤتمر يقرر دعماً مالياً تقدمه دول الخليج وليبيا إلى دول المواجهة للمساعدة على إزالة آثار العدوان. ويطلب انسحاب الجيوش المصرية من اليمن، والرئيس جمال عبد الناصر يوافق. هدنة إعلامية بين مصر والسعودية. | 23 جمادى الأولى 1387 هـ/ 29 أغسطس 1967        |                                       |                 |
| الصومال          | ملك السعودية         | يزورالصومال، ويجري في مقديشو مباحثات مع الرئيس الصومالي عبد الرشيد شيرمايكة. | 16 جمادى الآخرة 1387 هـ / 20 سبتمبر 1967      |                                       |                 |
| الكويت           | ملك السعودية         | زيارة للكويت بدعوة من أميرها الشيخ صباح السالم الصباح. | 10 محرم 1388 هـ / 7 أبريل 1968                |                                       |                 |
| مصر              | ملك السعودية         | الملك فيصل يزور القاهرة، ويجتمع بالرئيس المصري جمال عبد الناصر، ويتباحثان في أمور مؤتمر القمة الإسلامي الخامس. فيصل يؤكد رفض الحلول الاستسلامية. | 7 رجب 1389 هـ / 18 ديسمبر 1969                |                                       |                 |
| المغرب           | ملك السعودية         | حضر مؤتمر القمة الإسلامي الأول، الذي عقد بالرباط، إثر حريق المسجد الأقصى. ومن نتائجه إنشاء منظمة المؤتمر الإسلامي، ودعوة وزراء خارجية الدول الإسلامية لعقد مؤتمر لهم في جدة. | 9 رجب 1389 هـ / 20 سبتمبر 1969                |                                       |                 |
| مصر              | ملك السعودية         | يصل إلى القاهرة، وهو في طريقه إلى الرباط. ويلتقي بالرئيس جمال عبدالناصر، ويتباحث معه في أمور القمة العربية الخامسة. | 9 شوال 1389 هـ / 18 ديسمبر 1969               |                                       |                 |
| المغرب           | ملك السعودية         | يصل إلى الرباط لحضور مؤتمر القمة العربي الخامس. ويصرح للزعماء العرب قائلاً: إذا أردتم المعركة فميزانية السعودية كلها لها. | 12 شوال 1389 هـ / 21 ديسمبر 1969              |                                       |                 |
| فرنسا            | ملك السعودية         | يزور فرنسا، ويلتقي الرئيس الفرنسي جورج بومبيدو. | 5 ذي القعدة 1389 هـ / 12 يناير 1970           |                                       |                 |
| دبي              | ملك السعودية         | جولة زيارات رسمية يبدؤها بزيارة إمارة دبي بدعوة من أميرها الشيخ راشد بن سعيد آل مكتوم. | 1 ربيع الآخر 1390 هـ / 5 يونيو 1970           |                                       |                 |
| ماليزيا          | ملك السعودية         | زيارة مدتها 3 أيام، بدعوة من الملك إسماعيل ناصر الدين شاه. | 2 ربيع الآخر 1390 هـ / 6 يونيو 1970           | 5 ربيع الآخر 1390 هـ / 9 يونيو 1970   |                 |
| إندونيسيا        | ملك السعودية         | يجتمع مع الرئيس الجنرال سوهارتو. | 5 ربيع الآخر 1390 هـ / 9 يونيو 1970           | 8 ربيع الآخر 1390 هـ / 12 يونيو 1970  |                 |
| أفغانستان        | ملك السعودية         | يلتقي بالملك محمد ظاهر شاه في كابول. | 8 ربيع الآخر 1390 هـ / 12 يونيو 1970          | 11 ربيع الآخر 1390 هـ / 15 يونيو 1970 |                 |
| الجزائر          | ملك السعودية         | يجري مباحثات مع الرئيس هواري بومدين. | 12 ربيع الآخر 1390 هـ / 16 يونيو 1970         | 16 ربيع الآخر 1390 هـ / 20 يونيو 1970 |                 |
| سويسرا           | ملك السعودية         | يصل جنيف، ويلتقي بالأمين العام للأمم المتحدة يوثانت، في غرة جمادى الأولى 1390 يوليه 1970، ويتباحث معه حول الوضع في الشرق الأوسط. | 17 ربيع الآخر 1390 هـ / 21 يونيو 1970         |                                       |                 |
| مصر              | ملك السعودية         | يصل إلى القاهرة لحضور مؤتمر القمة العربي الطارئ، المنعقد لبحث الأحداث الدامية بين الأردن والفدائيين الفلسطينيين. ويسافر في 28 سبتمبر، إلى باريس وجنيف. | 18 رجب 1390 هـ / 21 سبتمبر 1970               |                                       |                 |
| إيران            | ملك السعودية         | يبدأ رحلة إلى الشرق الأقصى وأمريكا وفرنسا. فيتوقف في طهران لمدة يوم واحد (21 ربيع الأول 1391/ 16 مايو 1971)، ويستقبله شاه إيران في المطار، ويبحثان مسألة الخليج. | ربيع الأول 1391 هـ / 16 مايو 1971             | ربيع الآخر 1391 هـ                    |                 |
| الصين الوطنية    | ملك السعودية         | يزور تايبيه عاصمة الصين الوطنية، ويجتمع بالرئيس تشيانغ كاي شيك. ويجري معه مباحثات سياسية، ويحضر مناورة عسكرية أقامها على شرفه الجيش الوطني الصيني. | 22 ربيع الأول 1391 هـ / 17 مايو 1971          | 25 ربيع الأول 1391 هـ / 20 مايو 1971  |                 |
| اليابان          | ملك السعودية         | زيارة رسمية، ويستقبله الإمبراطور هيروهيتو، ويجري مباحثات سياسية واقتصادية مع المسؤولين اليابانيين. | 25 ربيع الأول 1391 هـ / 20 مايو 1971          | 30 ربيع الأول 1391 هـ / 25 مايو 1971  |                 |
| الولايات المتحدة | ملك السعودية         | يصل إلى سان فرانسيسكو قادماً من اليابان، في زيارة للولايات المتحدة الأمريكية، بدعوة من الرئيس ريتشارد نيكسون. وينتقل إلى واشنطن في 3 ربيع الآخر/27 مايو، ويجري مباحثات في البيت الأبيض عن الشرق الأوسط. | غرة ربيع الآخر 1391 هـ / 25 مايو 1971         | 30 مايو 1971                          | [ 126 ]         |
| فرنسا            | ملك السعودية         | ينتقل من نيويورك إلى باريس في زيارة خاصة، لمدة ليلة واحدة، ويعود إلى جدة. | 6 ربيع الآخرى 1391 هـ / 30 مايو 1971          | 8 ربيع الآخر 1391 /يونيو 1971         |                 |
| مصر              | ملك السعودية         | يزور القاهرة بدعوة من الرئيس محمد أنور السادات لإجراء مباحثات سياسية هامة، ويبقى أسبوعاً. | 25 ربيع الآخر 1391 هـ / 18 يونيو 1971         |                                       |                 |
| لبنان            | ملك السعودية         | زيارة بدعوة من الرئيس سليمان فرنجية فيستقبل استقبالاً فخماً ورائعاً. | 7 شعبان 1391 هـ / 27 سبتمبر 1971              |                                       |                 |
| أوغندا           | ملك السعودية         | زيارة | 8 شوال 1392 هـ / 14 نوفمبر 1972               |                                       |                 |
| تشاد             | ملك السعودية         | زيارة | 11 شوال 1392 هـ / 17 نوفمبر 1972              |                                       |                 |
| السنغال          | ملك السعودية         | زيارة | 14 شوال 1392 هـ / 20 نوفمبر 1972              |                                       |                 |
| موريتانيا        | ملك السعودية         | زيارة | 17 شوال 1392 هـ / 23 نوفمبر 1972              |                                       |                 |
| النيجر           | ملك السعودية         | زيارة | 20 شوال 1392 هـ / 26 نوفمبر 1972              |                                       |                 |
| مصر              | ملك السعودية         | يقوم بزيارة لمصر يلتقي فيها بالرئيس أنور السادات للبحث في الوضع العربي والاستعداد للحرب. | 10 ربيع الآخر 1393 هـ / 13 مايو 1973          |                                       |                 |
| فرنسا            | ملك السعودية         | يزور فرنسا بدعوة من الرئيس جورج بومبيدو. ثم يزور جنيف. | 12 ربيع الآخر 1393 هـ / 14 مايو 1973          |                                       |                 |
| المغرب           | ملك السعودية         | زيارة | 9 جمادى الأولى 1393 هـ / 10 يونيو 1973        |                                       |                 |
| الجزائر          | ملك السعودية         | زيارة | 11 جمادى الأولى 1393 هـ / 12 يونيو 1973       |                                       |                 |
| تونس             | ملك السعودية         | زيارة | 12 جمادى الأولى 1393 هـ / 13 يونيو 1973       |                                       |                 |
| إيطاليا          | ملك السعودية         | زيارة | 13 جمادى الأولى 1393 هـ / 14 يونيو 1973       |                                       |                 |
| الجزائر          | ملك السعودية         | ترأس وفد بلاده إلى مؤتمر القمة الرابع لدول عدم الانحياز المنعقد في الجزائر. | 8 شعبان 1393 هـ / 5 سبتمبر 1973               |                                       |                 |
| مصر              | ملك السعودية         | ينجح في عقد قمة مصغرة بالقاهرة، بين كل من الرئيس المصري أنور السادات، والرئيس السوري حافظ الأسد، والملك حسين ملك الأردن لإزالة الخلافات القائمة استعداداً للمعركة. | 12 شعبان 1393 هـ / 10 سبتمبر 1973             |                                       |                 |
| الجزائر          | ملك السعودية         | ترأس وفد بلاده إلى مؤتمر القمة العربية السادس المنعقد في الجزائر. | 2 ذي القعدة 1393 هـ / 26 نوفمبر 1973          | 4 ذي القعدة 1393 هـ / 28 نوفمبر 1973  | [ 122 ]         |
| الجزائر          | ملك السعودية         | زيارة الجزائر، ويجتمع فيها بالرئيس المصري أنور السادات، والرئيس السوري حافظ الأسد، والرئيس الجزائري هواري بومدين في قمة رباعية. | 20 محرم 1394 هـ / 13 فبراير 1974              |                                       |                 |
| مصر              | ملك السعودية         | يقوم بزيارة تاريخية لمصر ويستقبل استقبالاً شعبياً ورسمياً رائعاً، واستمرت الزيارة 8 أيام. والملك يتبرع بمبلغ مليار دولار لمصر، ويقدم قرضاً بمبلغ 500 مليون دولار، ويزور خط بارليف على جبهة قناة السويس. | 11 رجب 1394 هـ / 30 يوليو 1974                |                                       |                 |
| المغرب           | ملك السعودية         | ترأس الوفد السعودي إلى مؤتمر القمة العربية السابع في الرباط. | 10 شوال 1394 هـ / 26 أكتوبر 1974              |                                       |                 |
| سوريا            | ملك السعودية         | زيارة دول المواجهة مع إسرائيل. | 2 محرم 1395 هـ / 14 يناير 1975                | 4 محرم 1395 هـ / 17 يناير 1975        |                 |
| الأردن           | ملك السعودية         | زيارة دول المواجهة مع إسرائيل. | 5 محرم 1395 هـ / 17 يناير 1975                | 7 محرم 1395 هـ / 19 يناير 1975        |                 |
| مصر              | ملك السعودية         | زيارة دول المواجهة مع إسرائيل. | 27 محرم 1395 هـ / 19 يناير 1975               | 4 محرم 1395 هـ / 21 يناير 1975        |                 |

## حياته الشخصية

### أسرته
تزوج فيصل بن عبد العزيز من 7 سيدات وأنجب منهن 8 أبناء و10 بنات.

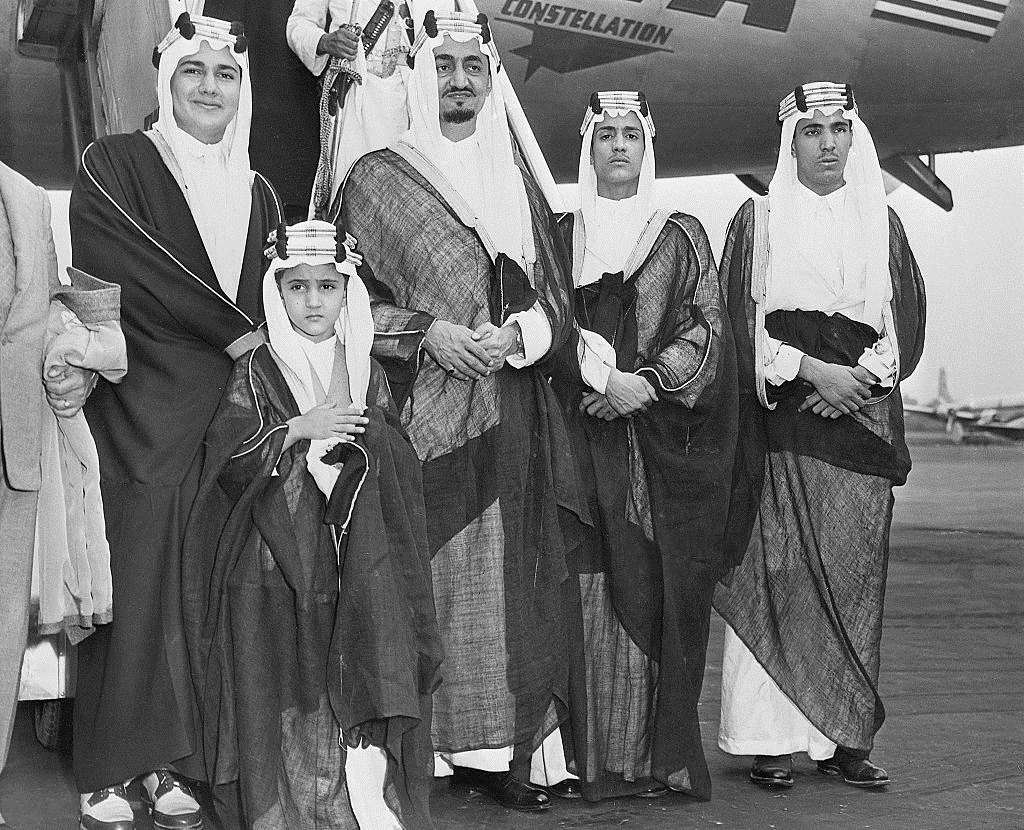
الملك فيصل مع عدد من أخوانه وابنه سعود.

| الزوجة                                                         | أبناؤه منها |
| -------------------------------------------------------------- | --- |
| الأميرة سلطانة بنت أحمد بن محمد السديري (متوفية)               | الأمير عبد الله (متوفى) |
| الملكة عفت بنت محمد بن سعود الثنيان آل سعود (متوفية)           | الأميرة سارة، الأمير محمد (متوفى)، الأميرة لطيفة، الأمير سعود (متوفى)، الأمير عبد الرحمن (متوفى)، الأمير بندر (متوفى)، الأمير تركي، الأميرة لولوة، والأميرة هيفاء |
| الأميرة هيا بنت تركي بن عبد العزيز بن عبد الله بن تركي آل سعود | الأميرة نورة (متوفاة)، الأمير خالد، والأمير سعد (متوفى). |
| الأميرة حصة بنت محمد بن عبد الله ال مهنا أبا الخيل             | الأميرة العنود (متوفاة)، والأميرة الجوهرة (توفيت في 25 أبريل 2014 - 25 جمادى الآخر 1435هـ).                                                                       |
| الأميرة الجوهرة بنت سعود الكبير                                | الأميرة مشاعل (متوفاة) |
| الأميرة منيرة بنت سحيم بن هتيمي آل ثنيان المهاشير              | الأميرة حصة (توفيت في 18 ربيع الآخر 1442هـ الموافق 3 ديسمبر 2020)                                                                                                 |
| الأميرة فاطمة بنت عبد العزيز بن مشيط الشهراني                  | الأميرة منيرة (توفيت صغيرة) |

### صفاته وهواياته
عرف عنه تواضعه الشديد ولطافته ولباقته مع الجميع من دون استثناء، وكان زاهداً خلال حكمه فابتعد عن مظاهر البذخ والفخامة. عرف عنه احترامه للمواعيد وتقديره للوقت، يخصص أغلب ساعاته للعمل، ويجعل وقتاً آخر لأسرته، هوايته المفضلة كانت الصيد بالصقور والقنص التي كان يرى أنها تعيده إلى الجذور. كان يمضي قبل توليه الحكم أوقات فراغه في المقناص، إلا أنه لاحقاً بعد توليه الحكم وانشغاله بشؤون الدولة لم يعد الملك فيصل يجد الوقت لممارسة هذه الهواية. كما اتسم بحبه الكبير للقراءة وتحديدًا قراءة كتب التاريخ، وكذلك اللغة العربية والأدب. كما أنه كان يقرض الشعر الشعبي في شبابه، وقد رجّح عدد من المؤرخين استمراره بالقيام بذلك خلال مراحل حياته اللاحقة ولكنهم لا يملكون ما يثبت ذلك إذ أنه لم يكن ينشر ما يكتبه، فكل ما يعتمدون عليه هو الروايات المتداولة حول قيام الملك بإسماع شعره للأصدقاء المقربين إليه. إضافةً إلى أنه كان يحب العرضة النجدية.

## اغتياله

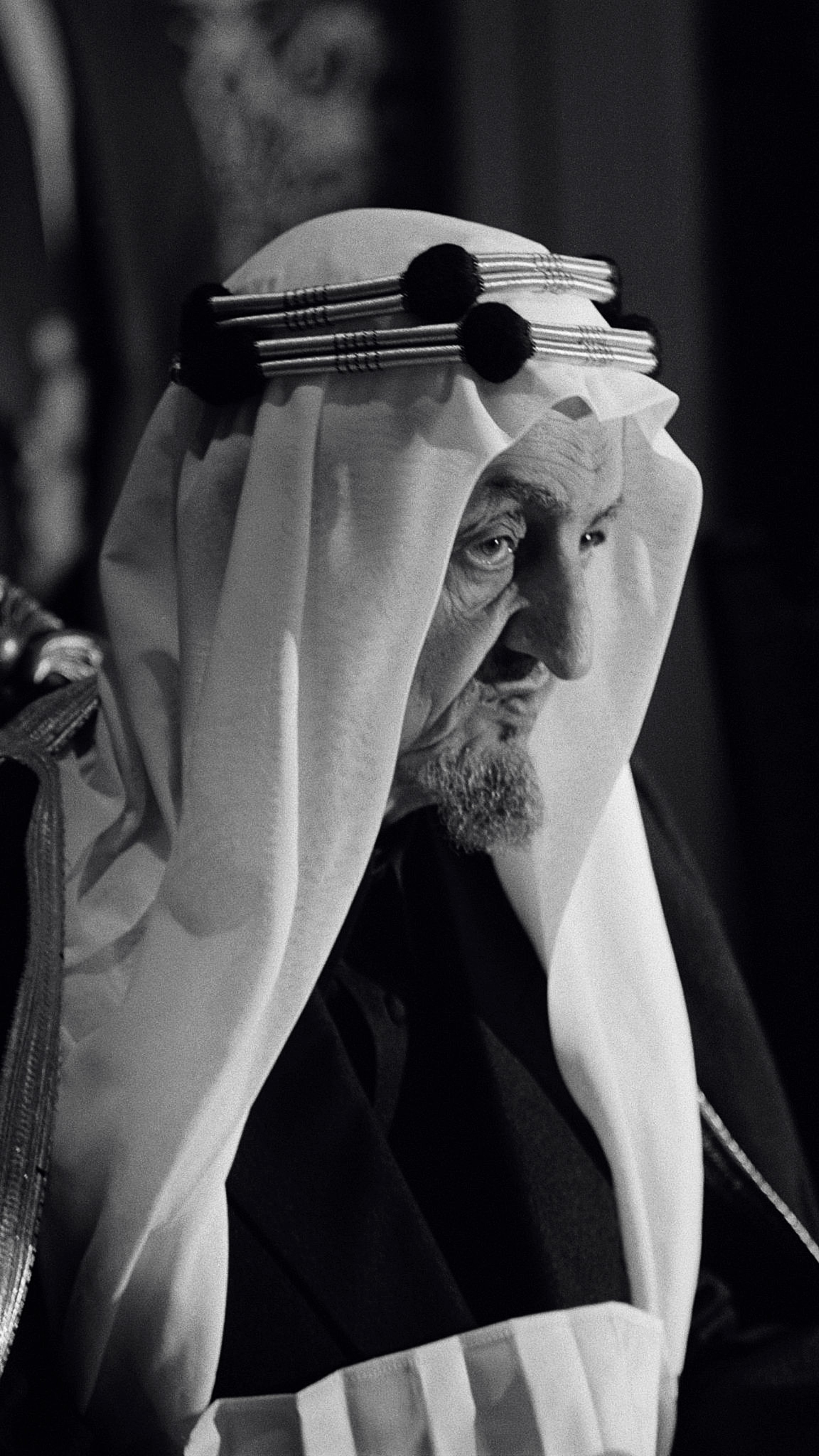
فيصل بن عبد العزيز في آخر سنوات حكمه.

في صباح يوم الثلاثاء 25 مارس 1975، كان فيصل بن عبد العزيز يستقبل زواره بمقر رئاسة الوزراء بالرياض، وكان في غرفة الانتظار وزير النفط الكويتي عبد المطلب الكاظمي، ومعه وزير البترول السعودي أحمد زكي يماني. ووصل في هذه الأثناء الأمير فيصل بن مساعد بن عبد العزيز، ابن أخ الملك فيصل، طالباً الدخول للسلام على عمه. وعندما هم الوزيران بالدخول على فيصل، دخل معهما ابن أخيه فيصل بن مساعد بن عبد العزيز. وعندما هم فيصل بن عبد العزيز بالوقوف له لاستقباله، كعادته مع الداخلين عليه للسلام، أخرج فيصل بن مساعد مسدساً كان يخفيه في ثيابه، وأطلق منه ثلاث طَلَقَات، أصابت فيصل بن عبد العزيز في مقتل في رأسه. ونقل على وجه السرعة إلى المستشفى المركزي بالرياض، ولكنه توفي من ساعته، عن عمر ناهز 69 عاما.
لم يتأكد حتى الآن الدافع الحقيقي وراء حادثة الاغتيال، لكن هنالك من يزعم بأن ذلك تم بتحريض من الولايات المتحدة والمملكة المتحدة بسبب سياسة حظر تصدير البترول التي انتهجها في بداية السبعينات من القرن العشرين بعد حرب أكتوبر، وهناك من يزعم أيضًا أن القتل كان بدافع الانتقام لأخيه الأمير خالد بن مساعد بن عبد العزيز آل سعود الذي قتل في منزله على يد قوات الأمن السعودية في فترة تولي فيصل بن عبد العزيز للحكم.
بينما ذكر الأمير تركي الفيصل رئيس الاستخبارات السعودية الأسبق، في تصريح له في برنامج تلفزيوني «إنه كُلف من قبل الملك خالد بن عبد العزيز، بالمشاركة في تحقيق مقتل والده فيصل بن عبد العزيز، وأجرى اتصالات بكافة المصادر المتاحة داخلياً وخارجياً في ذلك الوقت». وأضاف رئيس الاستخبارات السعودية الأسبق؛ «أن الأمير نايف بن عبد العزيز، وزير الداخلية، وعمر شمس، مدير المخابرات في ذلك الوقت، شاركا في التحقيق، وجرى الاتصال بالأجهزة الأجنبية، التي كان لها علاقة بالسعودية، وبعد البحث والتحقيق لمدة شهرين من التحريات داخلياً وخارجياً، تم التوصل إلى أن اغتيال فيصل بن عبد العزيز كان عملاً فردياً، وليس لأي جهة أجنبية صلة بهذا الاغتيال».
أما القاتل فقد قبض عليه، وأودع السجن. وبعد التحقيق معه نفذ فيه حكم القصاص قتلاً بالسيف في مدينة الرياض، بعد اثنين وثمانين يوماً، يوم الأربعاء 18 يونيو 1975.

### رثاؤه
رثاه عدد من الشعراء، ومنهم الشاعر طاهر زمخشري في قصيدته التي قال فيها:

## أوسمته
أُهديت للفيصل خلال زياراته عدداً من الأوسمة من الدول التي زارها ومنها: ولما تولى العرش حصل على عدد كبير من الأوسمة، والمفاتيح الذهبية للمدن من إيران وتركيا والأردن والمغرب وتونس ومصر وغيرها.

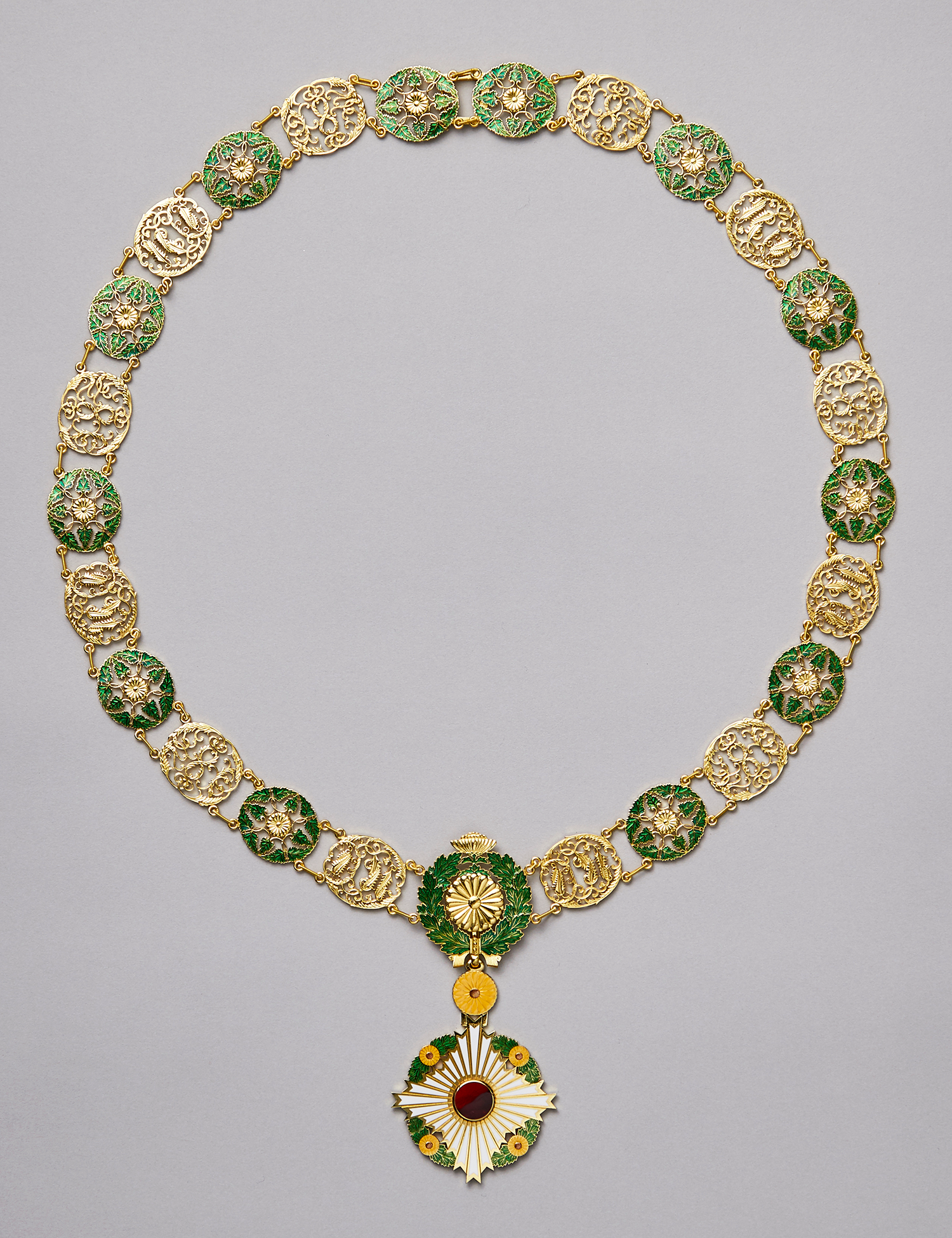
قلادة وسام الأقحوان الأعلى
وسام الاستحقاق المدني

بعض الأوسمة التي حصل عليها فيصل بن عبد العزيز، قبل وبعد توليه الحكم:
| - السعودية، قلادة الملك عبد العزيز. - اليابان، قلادة وسام الأقحوان الأعلى، 18 مايو 1971. - المملكة المتحدة، السلسلة الفيكتورية الذهبية. - الأردن، وسام الكوكب الأردني. | - إسبانيا، وسام الاستحقاق المدني. - إيطاليا، وسام استحقاق الجمهورية الإيطالية، 8 يونيو 1973. - تايوان وسام اليشم اللامع، 1971. - بولندا، وسام استقلال بولندا. | - الأردن، وسام النهضة المرصع من الأردن. - إيطاليا، غراند أوفيسيه من وسام تاج إيطاليا. - هولندا، الوشاح الأكبر من وسام أورانج ناسو. - المملكة المتحدة، وسام الملكي الفيكتوري. | - فرنسا، وسام جوقة الشرف من فرنسا. - إيران، الوشاح الأكبر من وسام التاج. - العراق، الوشاح الأكبر من وسام الرافدين. - المملكة المتحدة، فارس من وسام سان ميشيل (ميخائيل) وجورج. | - المملكة المتحدة، الوشاح الأكبر من وسام الإمبراطورية البريطانية. - فرنسا، غراند أوفيسيه من وسام جوقة الشرف. - بولندا، غراند أوفيسيه من وسام استقلال بولونيا. |

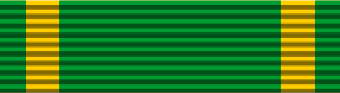
قلادة الملك عبد العزيز
قلادة وسام الأقحوان الأعلى
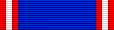
السلسلة الفيكتورية الذهبية
وسام الكوكب الأردني
وسام الاستحقاق المدني
وسام استحقاق الجمهورية الإيطالية
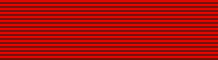
وسام اليشم اللامع

## إرثه

### من أقواله
| "إن الأكباد لتنفطر، وإن الجوانح لتتمزق حينما نسمع أو نرى إخوة لنا في الدين، وفي الوطن، وفي الدم، تنتهك، حرماتهم، يشردون وينكل بهم يومياً لا لشيء ارتكبوه، ولا لاعتداء اعتدوه، وإنما لحب السيطرة والعدوان ولارتكاب الظلم". |
| —فيصل بن عبد العزيز آل سعود، |

- عندما قطع النفط عن الولايات المتحدة قال مقولته الشهيرة: «عشنا، وعاش أجدادنا على التمر واللبن، وسنعود لهما».[151]
- قال مخاطبا رئيس شركة التابلاين الأمريكية: «إن أي قطرة بترول ستذهب إلى إسرائيل، ستجعلني أقطع البترول عنكم».[152]
- أجرت محطة بي بي سي البريطانية مقابلة مع فيصل بن عبد العزيز، وأثناء المقابلة وجه المذيع سؤال: «أود ان أسأل جلالة الملك ماهو الحدث الذي ترغب في أن تراه يحدث الآن في الشرق الأوسط» فأجاب الملك «أول كل شيء زوال إسرائيل».[153]
- إن الدعوة الإسلامية حينما انبثقت من هذه الأماكن وشع نورها على جميع أقطار الأرض كانت دعوة خير تدعو إلى السلم وتدعو إلى الحق وتدعو إلى العدل وتدعو إلى المساواة وهذا ما تحققه شريعتنا الغراء، وهذا ما يجب علينا أن نتأسى به ونتمسك به.[150]

### وسام الملك فيصل
وسام الملك فيصل، وسام تقديري من الدرجة الرابعة، يُمنح تقديراً للمتميزين في مجال خدمة الإسلام، والمجال الدبلوماسي، والمجالات العسكرية والأمنية. صدر الوسام بمرسوم في الرابع من ربيع الأول 1397هـ باسم نائب ملك المملكة العربية السعودية باستحداث وشاح الملك فيصل ووسام الملك فيصل بخمس درجات. وبحسب المرسوم الملكي الصادر في 24 جمادى الآخرة 1434هـ. عُدِّلَت درجات الوسام إلى جانب وسام الملك سعود، ووسام الملك فيصل، ووسام الملك خالد، ووسام الملك فهد، ووسام الملك عبد الله، ووسام الملك سلمان، وتكون في الدرجة الرابعة من حيث الترتيب بالنسبة إلى الأوسمة السعودية، ويشتمل كل منها على ثلاث درجات، وتُمنح بمناسبة اليوم الوطني للمملكة لمن حققوا إنجازات كبيرة أو قاموا بعمل استثنائي مميز.

### مكتبة فيصل بن عبد العزيز الخاصة

مجلة تايم الأمريكية تختار فيصل بن عبد العزيز كشخصية لعام 1974 وذلك بعد دوره في حظر النفط عام 1973.

بدأ اهتمام فيصل بن عبد العزيز بالكتب منذ وقت مبكر، فحرص على دعم العلم والثقافة والمعرفة، منذ عهد والده المؤسس الملك عبد العزيز وكان فيصل حينها نائبًا للملك في الحجاز، وفي عهد أخيه الملك سعود أصبح وليًا للعهد وأخيرًا ملكًا على المملكة العربية السعودية، ولم تمنعه تلك المسؤوليات من الاهتمام بالكتب ومن القرب من الكتاب والمؤلفين فكان منهم من يهديه مؤلفاته ومنهم من يكتب عنه.
كان فيصل يحتفظ بمكتبة كبيرة في قصره، وحفظ ما تبقى منها اليوم في مؤسسة الملك فيصل الخيرية بالرياض والتي قامت بدورها بإيداعها في مكتبتها وإتاحتها للباحثين والباحثات.
ومما عرف عن فيصل بن عبد العزيز أنه كان يخصص وقتًا لمناقشة مؤلفي الكتب في بعض الموضوعات، كما اهتم الملك بطباعة الكتب على نفقته الخاصة، وكان يستشير العلماء في مناسبة الكتب المراد طباعتها، بالإضافة إلى حرصه على إيصالها للقراء والمهتمين، ومن أهم الكتب التي طبعت على نفقة فيصل:
- مؤتمر فلسطين العربي البريطاني المنعقد في مدينة لندن في 7 فبراير 1939.
- العذب الفائض شرح عمدة الفارض.[159]
- بيان تلبيس الجهمية في تأسيس بدعهم الكلامية أو نقض تأسيس الجهمية.
- شرح السنة للإمام البغوي الجزء الأول.
- الشيخ محمد بن عبد الوهاب عقيدته السلفية ودعوته الإصلاحية وثناء العلماء عليه.[160]

### مؤسسة الملك فيصل الخيرية
بعد وفاة فيصل بن عبد العزيز عام 1975، أنشأ أبناؤه مؤسسةً خيريّةً أطلقوا عليها اسم مؤسسة الملك فيصل الخيرية وكان ذلك عام 1976. بهدف الحفاظ على إرث فيصل بن عبد العزيز. وتمكين أجيال المستقبل من الاستفادة من طاقاتهم وقدراتهم. وبفضل محفظة المؤسسة الاستثمارية المتنوعة، أحتفظت المؤسسة باستقلاليتها المالية، مما سمح لها بإنشاء وتطوير برامج تخدم أهدافها. وبلغ انفاق المؤسسة منذ إنشائها وحتى عام 2015 أكثر من 1.9 مليار ريال سعودي لدعم ركائزها المساندة ومشاريعها الخيرية ومنحها الدراسية. وكان أول إنجاز لمؤسسة الملك فيصل الخيرية، مشروع خيري في عام 1979.

#### جائزة الملك فيصل العالمية

شعار جائزة الملك فيصل العالمية.

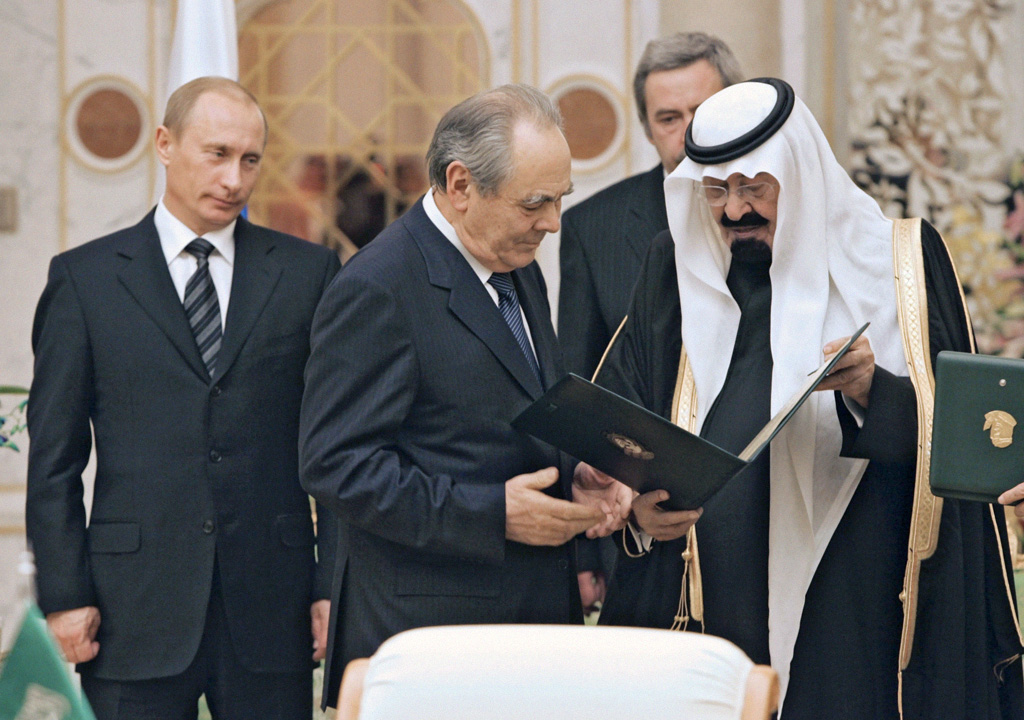
الملك عبد الله بن عبد العزيز أثناء تسليم رئيس تتارستان منتيمير شريف الله شايمييف جائزة الملك فيصل العالمية في خدمة الإسلام سنة 2007م، ويظهر في الخلفية الرئيس الروسي فلاديمير بوتين.

في عام 1977، أعلن الأمير عبد الله الفيصل أكبر أبناء الملك فيصل؛ عن إنشاء جائزة عالمية تحمل اسم الملك فيصل. أُسِّسَتْ جائزة الملك فيصل العالمية لتكون جائزة عالمية تُمنح للعلماء بعد اختيارهم تكريمًا لمساهماتهم البارزة في خدمة الإسلام، والدراسات الإسلامية، واللغة العربية والأدب، والطب والعلوم. كانت في بدايتها تغطي ثلاث مجالاتٍ هي خدمة الإسلام، والدراسات الإسلامية، واللغة العربية والأدب؛ ومُنِحَتْ أول جائزة عام 1979، لاحقاً أضيف لها مجالان آخران وهما الطب والعلوم. وكان أول من حاز على الجائزة في نسختها الأولى كلاً من أبي الأعلى المودودي في مجال خدمة الإسلام،  وفؤاد سزكين في مجال الدراسات الإسلامية. كما أن إحسان عباس وعبد القادر القط هما أول من حازا على الجائزة في مجال اللغة العربية والأدب عام 1980 مشاركة بينهما. كما يُعد ديفيد مورلي أول من نال الجائزة في مجال الطب وذلك عام 1982، وفي مجال العلوم فيعتبر كلاً من هاينريخ روهرير وجيرد بينيج هما أول من يفوز بالجائزة في مجال العلوم وكان ذلك بالمشاركة، بينما كانت جانيت راولي أول أمرأة تحصل على الجائزة، وقد حازت عليها في مجال الطب مشتركة مع ملفن فرانسيس غريفز عام 1988.
تُعلن أسماء الفائزين بالجائزة عادةً في شهر يناير من كلّ عامٍ على أن تكون مراسم تسليمها خلال شهرين من ذلك الإعلان تحت رعاية ملك السعودية أو من يمثله، ويكون ذلك في مقر مؤسسة الملك فيصل الخيرية بمدينة الرياض. وبلغ عدد من نالوا الجائزة بمختلف فروعها منذ إنشائها حتى سنة 2019؛ 265 فائزاً يمثلون 43 دولة، ومن الفائزين من نالوا بعد ذلك جوائز عالمية أخرى بارزة مثل جائزة نوبل.

#### مركز الملك فيصل للبحوث والدراسات الإسلامية
تم تأسيس مركز الملك فيصل للبحوث والدراسات الإسلامية عام 1405هـ/1983، ومقره الرئيسي في مدينة الرياض، المملكة العربية السعودية. أُنشئ المركز لمواصلة رسالة الفيصل في نشر العلم والمعرفة بين المملكة وبقية دول العالم. ويعدُّ المركز منصة بحثٍ تجمع بين الباحثين والمؤسسات لحفظ العمل العلمي ونشره وإنتاجه، ويهدف إلى توسيع نطاق المؤلفات والبحوث الحالية؛ لتقديمها إلى صدارة المناقشات والمساهمات العلمية، واهتمامات المجتمعات الإسلامية في العلوم الإنسانية، والعلوم الاجتماعية، والفنون والآداب.

#### جامعة الفيصل
تعد جامعة الفيصل إحدى أبرز الجامعات المحلية، وهي جامعة غير ربحية، تقدم شهادات البكالوريوس والدراسات العليا، وجميعها تُدرس حصريًا باللغة الإنجليزية، في المجالات التالية: تضم خمس كليات: الطب والصيدلة وإدارة الأعمال والهندسة والعلوم. أنشأتها مؤسسة الملك فيصل، تُصدر أكبر عدد من البحوث مما يسهم في إنشاء اقتصاد قائم على المعرفة وإنجاز أهم البحوث في المنطقة. حصلت على الاعتماد الأكاديمي، واحتلت المرتبة الثانية بين الجامعات السعودية والعربية حسب تصنيف الجامعات العالمية من قبلتايمز للتعليم العالي. كلية الطب هي الأولى بين كليات الطب في المملكة.
الجامعة تركز على الطالب وتركز على البحث. تحتفظ باتفاقيات وشراكات مع جامعات مرموقة ومنظمات بحث دولية من جميع أنحاء المنطقة والعالم. ينشر طلاب وأساتذة جامعة الفيصل أبحاثًا علمية متميزة في العديد من المجلات والدوريات العلمية الدولية.

#### مدارس الملك فيصل
واحدة من أهم المدارس الأهلية الوطنية في المملكة العربية السعودية، ولها الأسبقية في تطبيق معايير التعليم الدولية الناجحة في مناهجها.

#### شاهد وشهيد
«الفيصل... شاهد وشهيد»، معرض متنقل تنظمه مؤسسة الملك فيصل الخيرية للتعريف بفيصل عبر مجموعة كبيرة من الصور التي توثّق مراحل مختلفة من حياته: نشأته، ونيابته عن والده في الحجاز، وتولّيه الحكم، ووفاته. ويسلّط المعرض الضوء على عدد من المحطات المهمة في عهده؛ مثل: تطوّر السعودية وشعبها، ووحدة العالم العربي والإسلامي، والقضية الفلسطينية. يشتمل على أهم مقتنيات الفيصل الخاصة، وصور لأبرز مراحل حياته منذ الولادة حتى الرحيل، إضافةً إلى عددٍ من المخطوطات والصور الفوتوغرافية ومقاطع الفيديو التي توثّق تاريخه على مدى أكثر من نصف قرن، وكذلك يضم مجموعة من خطبه الشهيرة، وعدد من الوثائق المكتوبة والمرئية والصوتية التي تبرز مواقفه إزاء القضايا المحلية والإقليمية والدولية.
أفتتح المعرض في غرة جمادى الأولى سنة 1429هـ/ 6 مايو 2008، وطاف على معظم مناطق السعودية الـ13، بالإضافة إلى استضافته في المتحف المركزي الحكومي بمدينة آلماتي، والمتحف الوطني بمدينة أستانة عاصمة جمهورية كازاخستان.

### مدينة الفيصلية
مدينة مخطط لبنائها في منطقة مكة المكرمة، بين مدينتي جدة ومكة المكرمة، ويتكون المشروع من سبع مراحل تبدأ المرحلة الأولى في عام 2019م ويكتمل المشروع في عام 2050 وتقدر مساحته بـ 2354 كم². تتضمن ميناء تجاري ومرسى يخوت ومنطقة تجارية ومنطقة سياحية وحي سكني وتنفيذ شبكة مواصلات متطورة تسهل عملية التنقل بن جميع مكونات المدينة وربطها مباشرة مع مشروع النقل العام بمكة المكرمة ومواصلات جدة وقطار الحرمين السريع وستكون الفيصلية نقطة توقف رئيسية لمشروع قطار الساحل الغربي الذي يربط جدة بجازان بطول 660 كم الذي تنوي وزارة النقل تنفيذه خلال 2025-2030، ستحتوي الفيصلية بجانب شبكة القطارات على مطار جوي للرحلات الإقليمية والخدمات اللوجستية والمطار مملوك بالكامل لمطار الملك عبدالعزيز الدولي.

### مناورات فيصل
مناورات فيصل هي مناورات عسكرية جوية تكتيكية، سميت باسمه تقديرا لدوره في حرب أكتوبر. تجريها القوات الجوية لكل من مصر والسعودية. وتجَرَى بالتناوب بين البلدين، وذلك بهدف تبادل الخبرات ورفع الكفاءة التدريبية للقوات المشاركة. وتهدف إلى تخطيط وإدارة أعمال قتال مشترك بين القوات الجوية الملكية السعودية والقوات الجوية المصرية، وقيام المقاتلات المتعددة المهام من الجانبين بالتدريب على أعمال الدفاع والهجوم المشترك على أهداف حيوية معادية، وتقديم الدعم الإداري والفني للقوات المشتركة.

### كتب تناولت حياته
حظي عهد فيصل بن عبد العزيز بالعشرات من الكتب التي تناولت منجزاته التنموية، وسمات عهده، وسياساته الداخلية والخارجية، وركزت على الأحداث التي تزامنت مع فترة حكمه، مثل ثورة اليمن عام 1962 والتطورات التي لحقت بها، وحريق المسجد الأقصى عام 1969 وما استتبعه من جهود للتضامن الإسلامي، وحرب أكتوبر عام 1973 وما نتج عنها من متغيرات إقليمية، وقضايا البترول وبروز دور أوبك وملكية الشركات بعد عام 1973، ومن هذه الكتب:
- الملك فيصل شخصيته وعصر وإيمانه،ألكسي فاسيليف.[186]
- الملك فيصل والقضية الفلسطينية، محمد رشاد، دار التعاون، القاهرة (1996).
- فيصل ومعركة الكرامة العربية، قدري قلعجي، دار الكتاب العربي (1974).
- الملك فيصل والقضية الفلسطينية، السيد عليوة، دارة الملك عبد العزيز (1982).
- ندوة الملك فيصل للتضامن الإسلامي، مركز الملك فيصل للبحوث والدراسات الإسلامية (1993).
- الفيصلية منهاج حضارة ومدرسة بناء، زهدي الفاتح، بيروت (1972).
- فيصل بن عبد العزيز من خلال أقواله وأعماله، صلاح الدين المنجد دار الكتاب الجديد، بيروت (1972).
- جزيرة وملك، عبد الوهاب فتال، دار الريحاني، بيروت (1964).
- الملك فيصل، محمد حرب، دار الفكر اللبناني بيروت (1991).
- تاريخ مملكة في سيرة زعيم، منير العجلاني، (1968).
- الفيصل العظيم* أمين سعيد، دار الكتاب العربي، بيروت (1965).
- الفيصل الإنسان والاستراتيجية، حسين الطنطاوي، دار الفكر العربي، القاهرة (1975).
- الملك فيصل بن عبد العزيز آل سعود، حازم السامرائي، دار الحكمة، لندن (2001).[187][188][189]
- خطاب الملك فيصل - مقاربة تداولية في ضوء نظرية غرايس، نوف العويدي، مركز الملك فيصل للبحوث والدراسات الإسلامية، الرياض (2020).[190]
- الحِجَاج في خطب الملك فيصل السياسية مقاربة تداولية، رفعة بنت موافق الدوسري، معهد الأمير سعود الفيصل للدراسات الدبلوماسية، الرياض (2020).[191]
- فيصل ملك العربية السعودية (Faycal Roi D" Arabie).
- فيصل ملك المملكة العربية السعودية، جيرالد دوغوري (Gerald De Gaury)، صدر عام (1966).
- الملك فيصل وتحديث المملكة العربية السعودية (King Faisal and the Modernisation of Saudi Arabia)، صدر عام (1980)، ويلارد بيلينق (Willard A. Beling).[192][193][194]

### طوابع بريد
أصدرت المملكة العربية السعودية وعدة دول أخرى، طوابع بريدية في مناسبات مختلفة تحمل صور فيصل. في عام 1964 (1384هـ) صدر في السعودية طابعا بريديا بمناسبة مبايعته ملكاً. في عام 1965. أصدرت إيران بمناسبة زيارته لها، طابعا بريديا يحمل صورة الفيصل وشاه إيران. في عام 1966م، أصدر البريد التركي طابعًا بريديًا يحمل صورة الملك تخليداً لزيارة تركيا. أصدرت الصومال في 21 سبتمبر 1967، طابعا بريد يحمل صورة فيصل والرئيس الصومالي، بمناسبة زيارته لها. كذلك، المملكة المتوكلية اليمنية التي أصدرت طابعا بريديا يحمل صورته، وكتب عليه «أركان السلام العالمي» (BUILDERS OF WORLD PEACE). وقامت تشاد بإصدار طابعا بريدياً يحمل صورته بمناسبة زيارته لها. وعقب وفاته، أصدرت السعودية طابعاً تخليداً لذكراه.

### أماكن ومعالم سميت باسمه
| - جائزة الملك فيصل العالمية. - مؤسسة الملك فيصل الخيرية. - مسجد الملك فيصل، إسلام أباد، باكستان. - مسجد الملك فيصل، الشارقة، الإمارات العربية المتحدة. - كلية الملك فيصل الجوية، الرياض. | - قاعدة الملك فيصل البحرية، جدة. - مستشفى الملك فيصل التخصصي ومركز الأبحاث، الرياض. - مستشفى الملك فيصل التخصصي، جدة. - مستشفى الملك فيصل، كيغالي، رواندا. - جامعة الفيصل، الرياض. | - جامعة الملك فيصل، الأحساء. - مدينة فيصل آباد، باكستان. - مدينة الملك فيصل الرياضية، جازان. - مدينة الملك فيصل الطبية، أبها. - برج الفيصلية، ناطحة سحاب في الرياض. - شارع الملك فيصل، الجيزة، مصر. | - طريق الملك فيصل، المنامة، البحرين. - طريق الملك فيصل، جدة. - طريق الملك فيصل، مكة. - نادي الملك فيصل، نادي كرة قدم من غانا. |

### فيلم ولد ملكا

ملصق فيلم ولد ملكا.

يتناول فيلم وُلِدَ ملِكاً (بالإنجليزية: Born a King)، زيارة فيصل بن عبد العزيز إلى بريطانيا في 11 أغسطس 1919، وكان عمره وقتها 13 عامًا، للاجتماع مع الملك جورج الخامس ملك إنجلترا، تلبية لدعوة الملك ممثلاً عن والده الملك عبد العزيز آل سعود.
يغطي الفيلم حياة فيصل بن عبد العزيز المبكرة - منذ ولادته في عام 1906 إلى عودته من إنجلترا في عام 1920 - ويصف أول رحلة دبلوماسية مهمة لشخصية سعودية إلى الديوان الملكي البريطاني، حيث كان على فيصل البالغ من العمر 13 عامًا أن يلتقي مع الملك جورج الخامس ملك إنجلترا، وشخصيات مهمة أخرى مثل ونستون تشرشل، ولورنس العرب، ووزير الخارجية اللورد جورج كرزون.
أنتج الفيلم الدرامي في عام 2019، وصُوِّرَ الفيلم بين الرياض ولندن، تحت إدارة المنتج الإسباني أندريس غوميز الحاصل على جائزة الأوسكار، وهو من إخراج الإسباني أجوستي فيلارونغا، وتأليف بدر السماري وري لوريجا وهنري فرتز، وشارك في التمثيل إد سكراين وهيرميون كورفيلد ولورانس فوكس وجيمس فليت وكينيث كرانهام وغيرهم. في نوفمبر 2019 حاز الفيلم على جائزة أفضل فيلم روائي في مهرجان (Inward Eye Film).

## وصلات خارجية
- مؤسسة الملك فيصل الخيرية
- مركز الملك فيصل للبحوث والدراسات الإسلامية
- سيرة الملك فيصل بن عبد العزيز في برنامج الراحل
- الملك فيصل بن عبد العزيز من أرشيف البي بي سي
- تفاصيل جديدة يرويها الأمير تركي الفيصل حول اغتيال الملك فيصل

| فيصل بن عبد العزيز آل سعود عاهل آل سعودولد: 1906 توفي: 1975 |                                                                |                                          |
| منصب                                                        |                                                                |                                          |
| سبقه سعود بن عبد العزيز آل سعود                             | ملك المملكة العربية السعودية 2 نوفمبر 1964 – 25 مارس 1975      | تبعه خالد بن عبد العزيز آل سعود          |
| سبقه سعود بن عبد العزيز آل سعود                             | ولي عهد المملكة العربية السعودية 9 نوفمبر 1953 – 2 نوفمبر 1964 | تبعه محمد بن عبد العزيز آل سعود          |
| المناصب السياسية                                            |                                                                |                                          |
| لقب جديد                                                    | أمير منطقة مكة المكرمة 1926–1958                               | تبعه متعب بن عبد العزيز آل سعود          |
| لقب جديد                                                    | وزير الخارجية 1930–1960                                        | تبعه إبراهيم بن عبد الله السويل          |
| سبقه عبد الله بن عبد الرحمن بن عدوان                        | وزير المالية 1957–1960                                         | تبعه طلال بن عبد العزيز آل سعود          |
| لقب جديد                                                    | وزير الداخلية 1959–1960                                        | تبعه مساعد بن عبد الرحمن بن فيصل آل سعود |
| سبقه إبراهيم بن عبد الله السويل                             | وزير الخارجية (الفترة الثانية) 1962–1975                       | تبعه سعود الفيصل                         |
| سبقه سعود بن عبد العزيز آل سعود                             | رئيس مجلس الوزراء 1954–1960                                    | تبعه سعود بن عبد العزيز آل سعود          |
| سبقه سعود بن عبد العزيز آل سعود                             | رئيس مجلس الوزراء (الفترة الثانية) 1962–1975                   | تبعه خالد بن عبد العزيز آل سعود          |